# 大宮総合車両センター東大宮センター
大宮総合車両センター東大宮センター（おおみやそうごうしゃりょうセンターひがしおおみやセンター）は、埼玉県さいたま市北区本郷町（代表所在地。一部は同市北区土呂町一丁目、同市見沼区東大宮三丁目にまたがる）にある、東日本旅客鉄道（JR東日本）の車両基地。
なお、本項では構内に設置されている社員訓練施設の東京・大宮総合訓練センターについても記述する。

## 概要
首都圏本部管轄で、特急列車の移管により東大宮操車場構内に新設された大宮総合車両センター車両検査科直轄の下部組織である。名称は大宮総合車両センター東大宮センターだが、その管轄部署から大宮総合車両センター車両検査科東大宮センターとも呼ばれる。
当センターは省令の技術基準で定義される停車場（操車場）である東大宮操車場の構内に所在している。東大宮操車場は当センターとは別組織であり、大宮支社大宮統括センター管轄の現業機関（停車場）として、大宮駅 - 東大宮操車場間の回送線の運行管理･信号制御や操車場構内の操車業務･信号制御を行っている。
当センターは尾久客車区東大宮派出所として1969年4月に新設された。当初は優等列車の滞泊整備仕業検査を行ったほか、東北線・高崎線の中距離電車の基地として使用され、開設当初は車両無配置基地であった。2006年3月に車両配置区所となってからは、JRでは西日本旅客鉄道（JR西日本）の後藤総合車両所出雲支所（旧・出雲運転区→旧・出雲鉄道部出雲車両支部）とともに、特急形車両専門の車両基地となっていたが、2021年3月13日以降は当センターが唯一となった。
同所への出入場は、宇都宮線の線路から直接分岐するのではなく、大宮駅構内から単線の回送線が延びており、土呂駅の先で本線から離れていく。大宮駅で宇都宮線・高崎線が使用する各地上ホームは、東京駅・新宿駅方面への折り返しが7番線を除いてできないため、11番線に入って大宮駅が終点となる「成田エクスプレス」や、武蔵野線から来る大宮行きの「むさしの号」・「しもうさ号」、武蔵野線経由の臨時列車は、ホーム到着後は回送線へ入り、東大宮センターまで回送され折り返している。

## 設備と業務
設備は、着発線3線、洗浄線4線、引上線4線、収容線19線がある。特に収容線は一部を除き2区構造になっており、一区・二区ともに15両編成の車両を収容できる有効長を持っている。そのため、着発線に近い一区側に定期運用や当日の臨時列車に使用する車両が収容されるが、二区側は長期間の留め置きや配置前の新造車、廃車予定車両の疎開回送や転用などで改造工事を受ける車両を一時留置する場合が多く見受けられ、一時期浦和電車区（現・さいたま車両センター）配置の209系や勝田車両センター配置の415系などが留置された時期もあった。2013年3月16日に検修棟が新設され、配線の一部が変更されている。また、構内南東側には東京・大宮総合訓練センターが設置されている。
同所の業務は、配置車両の交番検査（機能保全検査）や仕業検査、異常時対応、車両の清掃、列車の折り返し作業、操車場構内の入換作業などで、車両検査科管轄のもとで行っている。

東大宮センター（東大宮操車場）の主要設備
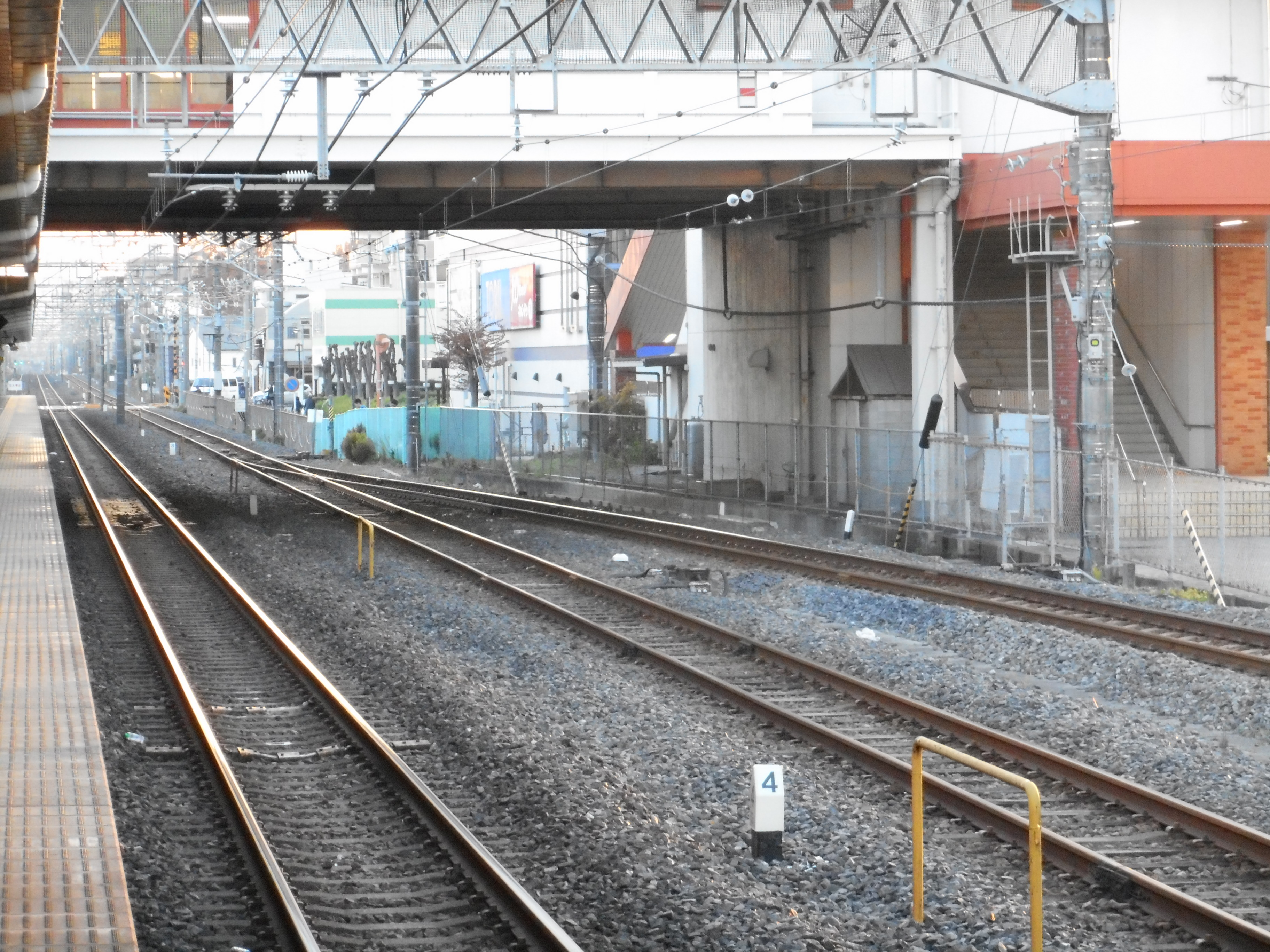
回送線（宇都宮線 土呂駅1番線ホームから）
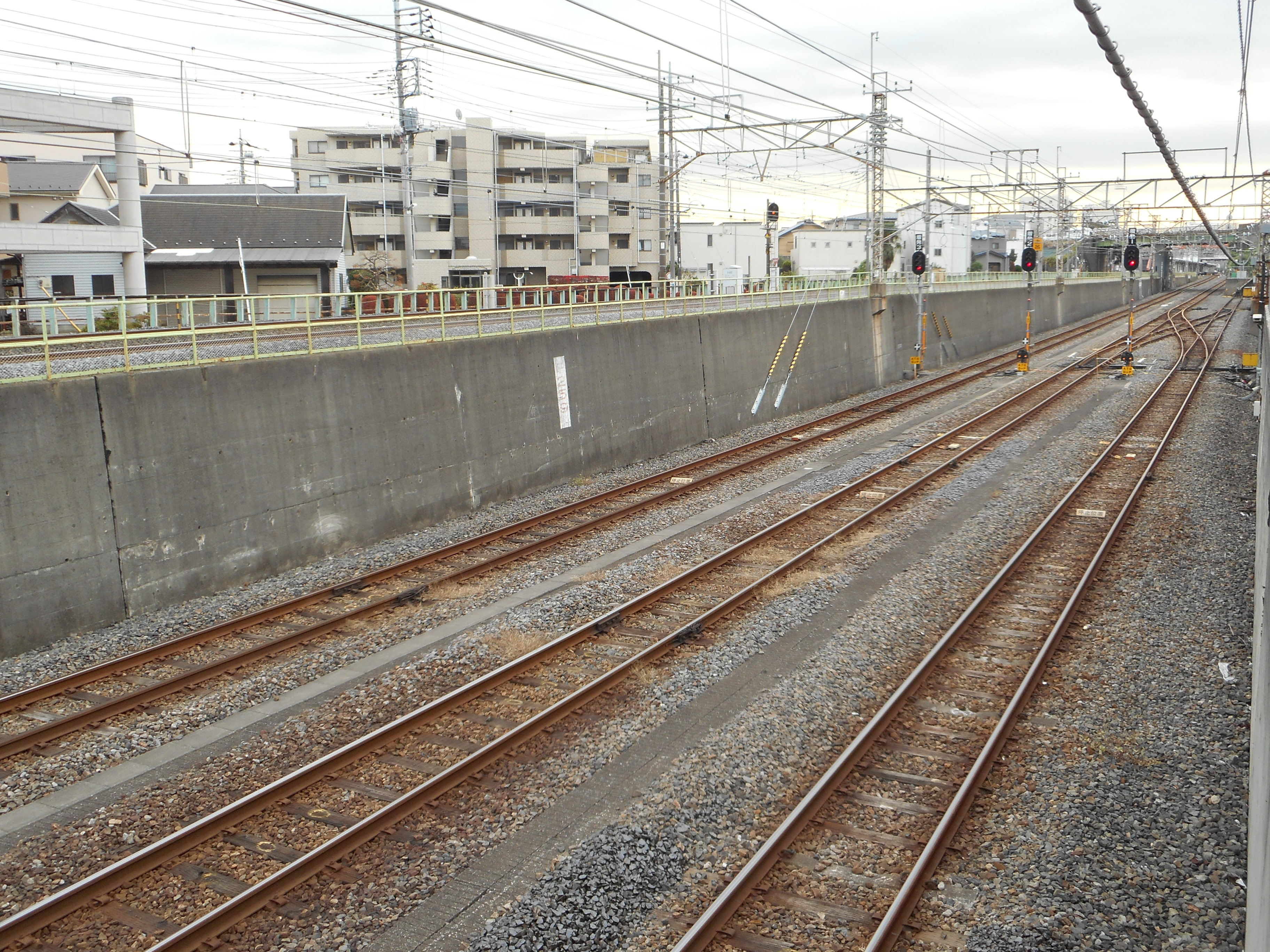
南端着発線出発信号機
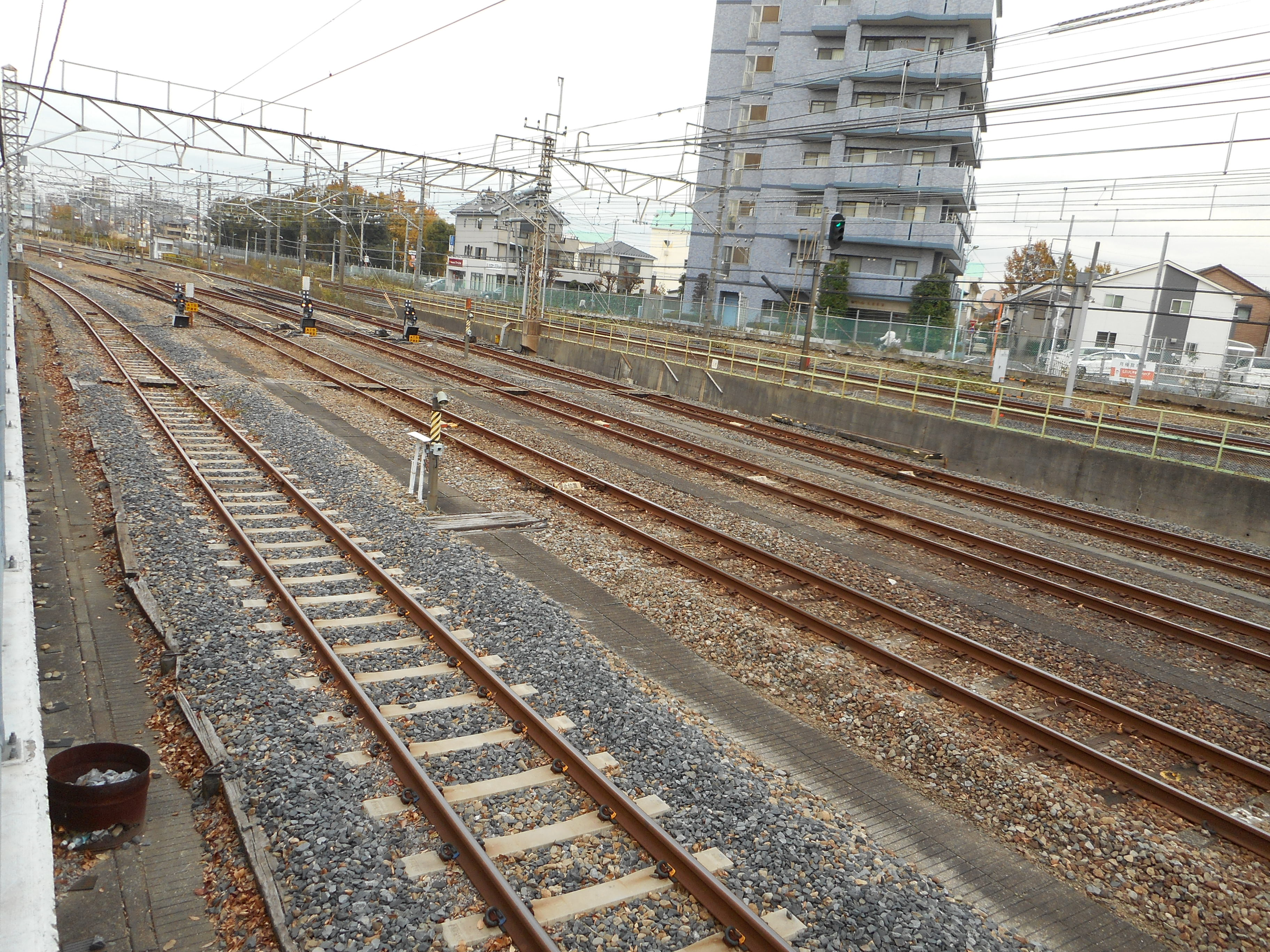
南端着発線入換信号機
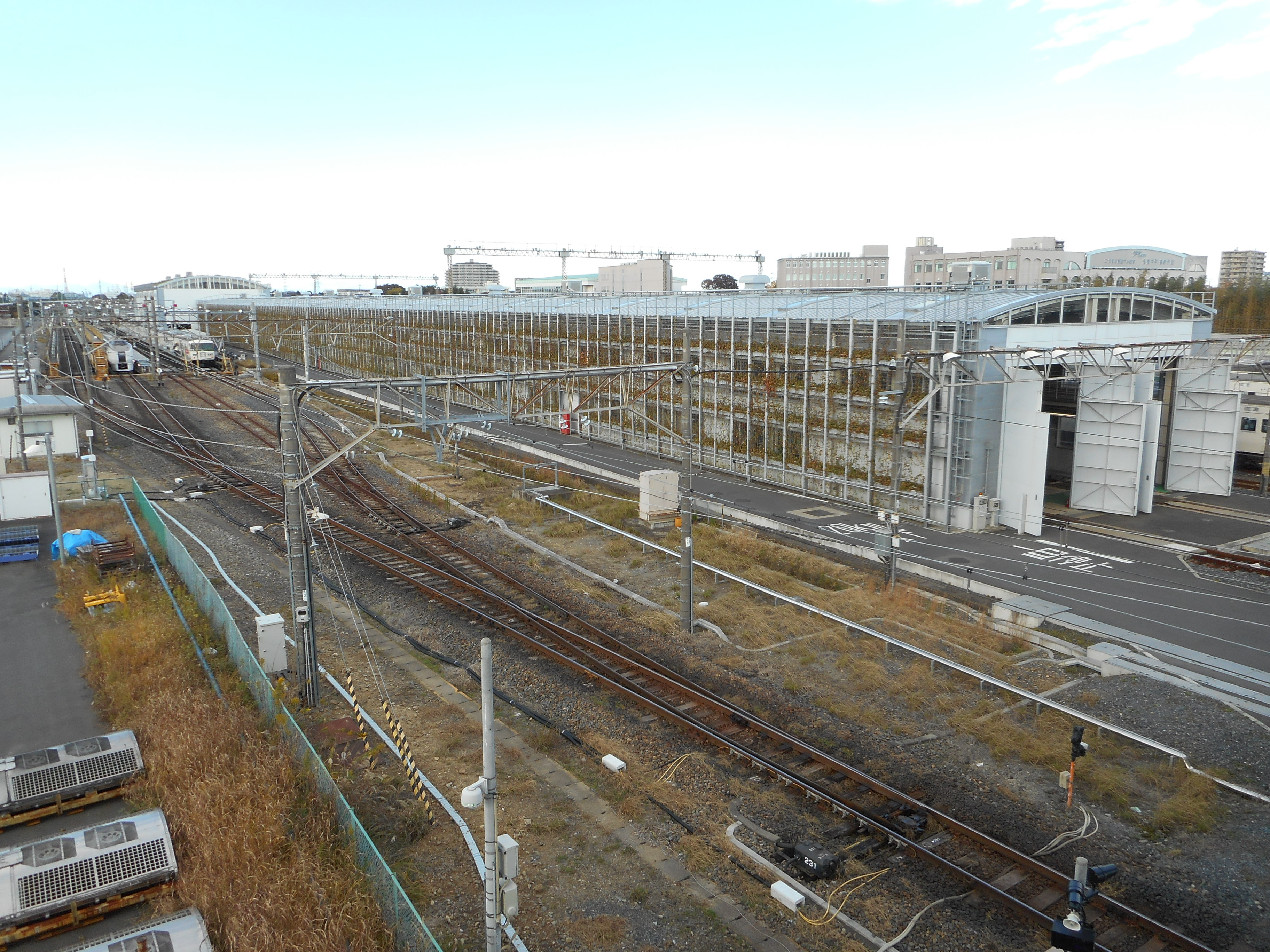
検修棟および洗浄線
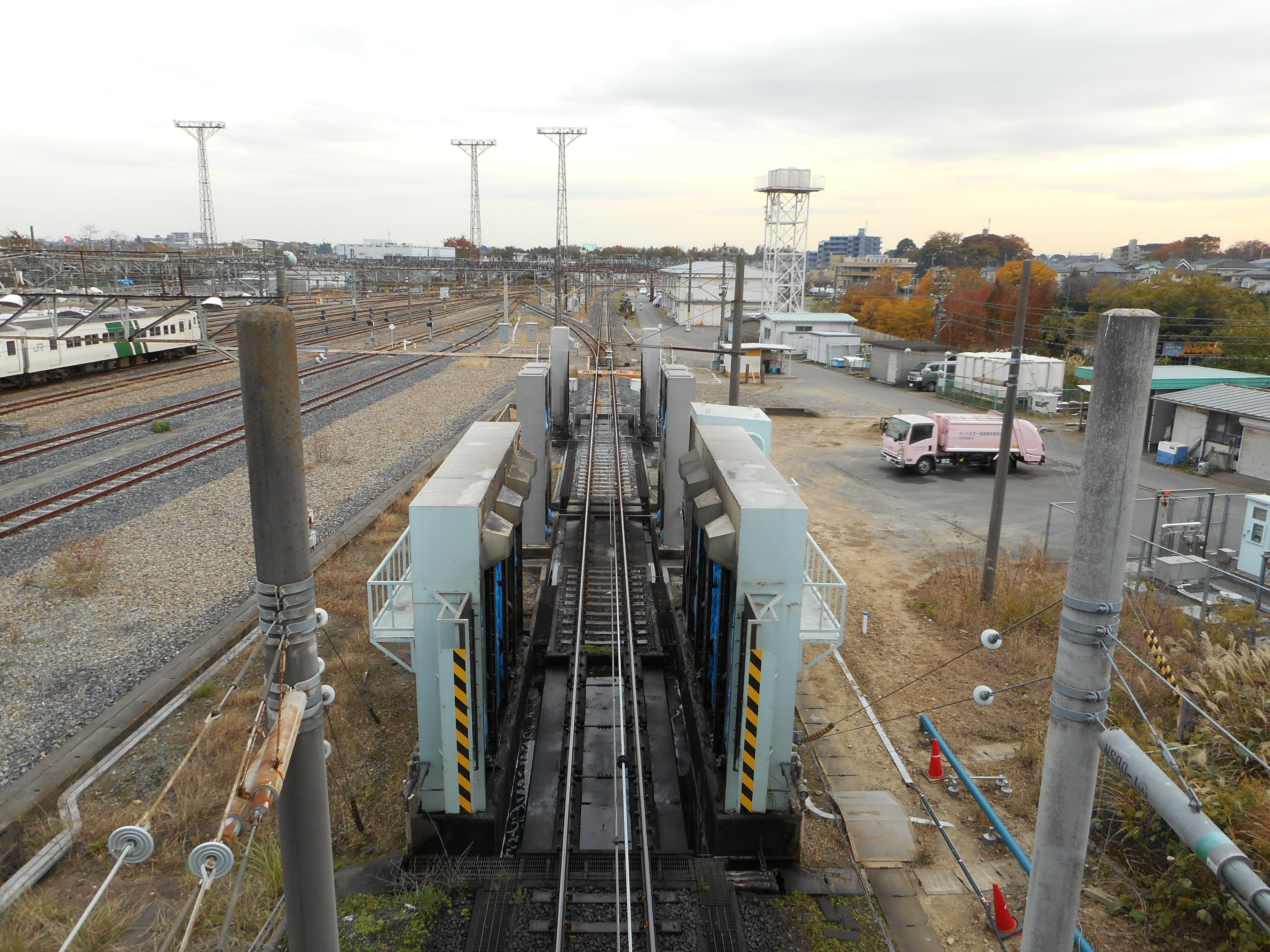
自動洗浄機
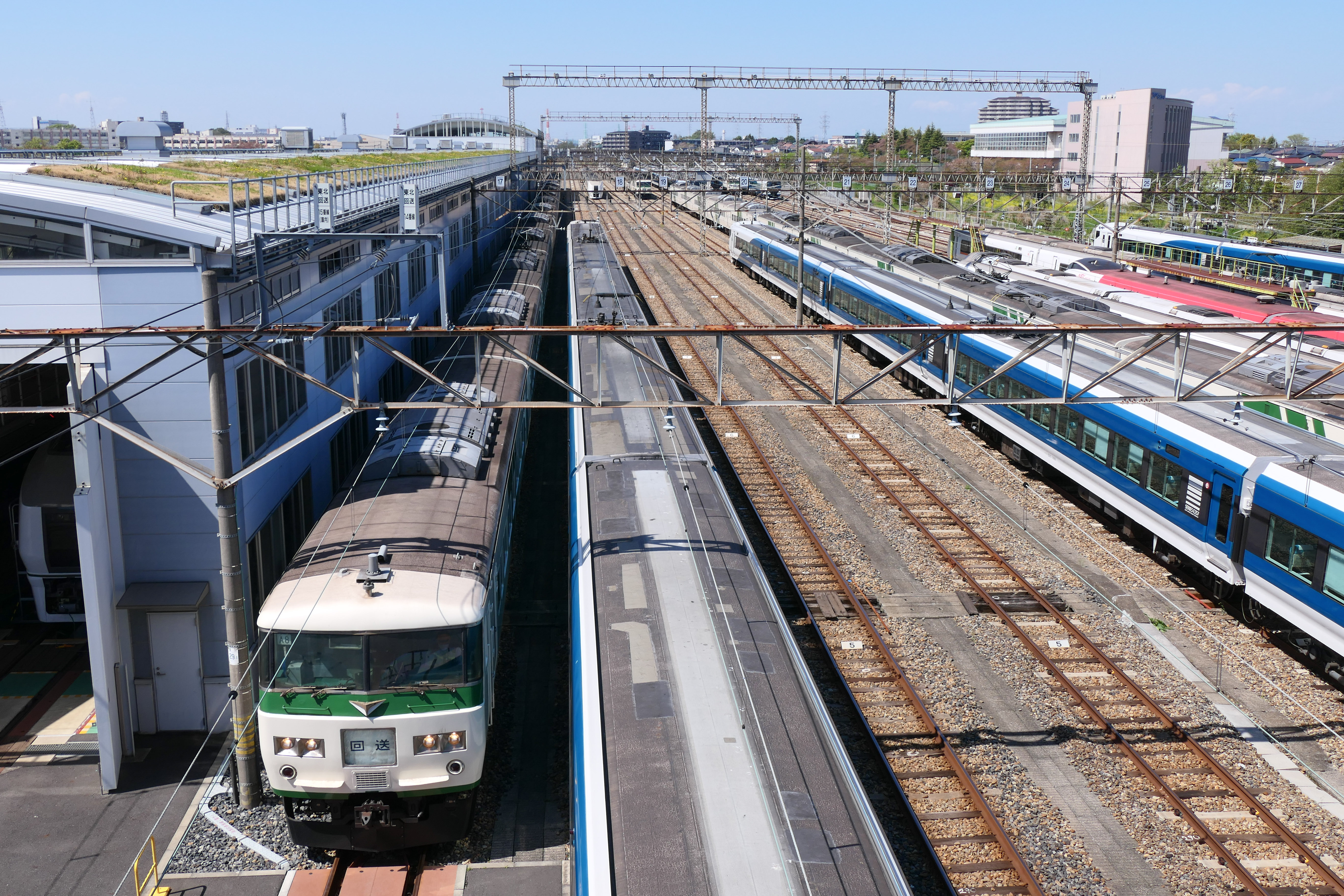
第一区収容線群
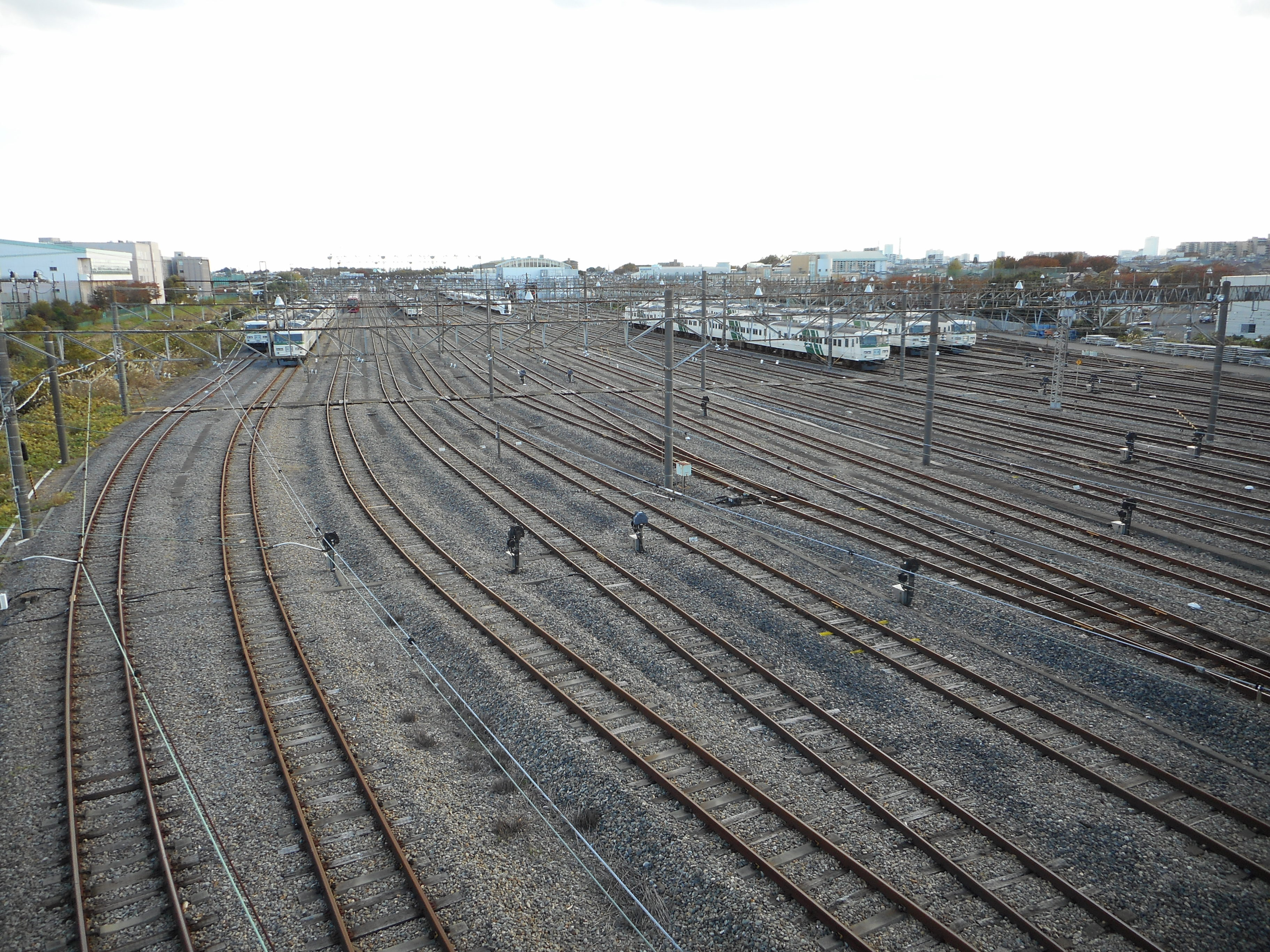
第二区収容線群

## 歴史
国鉄時代の1968年10月のダイヤ改正において、東京北口の大幅な輸送力増強が計画され、東北・高崎・上信越・常磐方面の中長距離旅客列車および東北線・高崎線の通勤電車が増発されることになったが、尾久客車操車場（尾久客車区→現・尾久車両センター）の収容能力では対応不可能と判断され、滞泊基地を新設する必要が生じたため、1969年4月に設置された。
大宮 - 東大宮操車場間は、回送列車が運行できるよう東北本線に隣接して東北回送線が敷設され、東大宮操車場には着発線が設けられ、停車場としての機能も有する。東大宮操車場は、旅客および貨物の営業取扱いを行わないため、国鉄時代から停車場一覧に掲載されていないが、省令の技術基準で定義される停車場となる。
分割民営化後、2001年4月の大宮支社発足に伴い小山電車区の下部組織となり、同電車区東大宮派出所となった。2003年1月に、当時小山電車区所属だった189系「彩野」の常駐基地とした。その後、組織改編に伴い小山車両センター東大宮派出所へ改称。2006年3月の組織変更で大宮総合車両センターの下部組織とされ、東大宮センターに改称された。この際、小山車両センター配置車と高崎車両センター配置車の各一部が転入し、新たに車両配置が開始されたことにより、他の車両基地同様の業務が行われるようになった。

### 年表
- 1967年（昭和42年）12月 - 設置工事開始。
- 1969年（昭和44年）4月25日 - 尾久客車区東大宮派出所として暫定使用開始（収容能力300両）。停車場としての東大宮操車場開設。
- 1972年（昭和47年）3月5日 - 回送線の使用開始。
- 1973年（昭和48年）7月 - 全面使用開始（配置400両・収容能力550両）。
- 2001年（平成13年）4月1日 - 大宮支社が設立。それに伴い車両検修部門の管轄が小山電車区に変更となり、小山電車区東大宮派出所となる。東大宮操車場も大宮支社の管轄となる。
- 2004年（平成16年）6月1日 - 小山電車区が小山車両センターに改称。それに伴い、車両検修部門は小山車両センター東大宮派出所に改称。
- 2006年（平成18年）3月18日
  - 車両検修部門の管轄が大宮総合車両センター車両検査科に変更。それに伴い、大宮総合車両センター東大宮センターとなる。
  - 小山車両センターの189系「彩野」、高崎車両センターの185系7両編成9本と波動輸送用183系6両編成3本が転入し、当センター所属となる。
- 2013年（平成25年）3月16日 - 検修棟開設。また田町車両センターが廃止されて東京総合車両センター田町センターとなったことに伴い、185系[注 4]、251系、183・189系が東大宮センターに転入。
- 2022年（令和4年）10月1日 ‐ 大宮総合車両センターが大宮支社の管轄から首都圏本部に編入される。また東大宮操車場は大宮支社大宮営業統括センターの管轄となる。
- 2024年（令和6年）3月16日 ‐ 大宮支社の組織再編に伴い、東大宮操車場が大宮支社大宮統括センターの管轄となる。

## 車体に記される略号

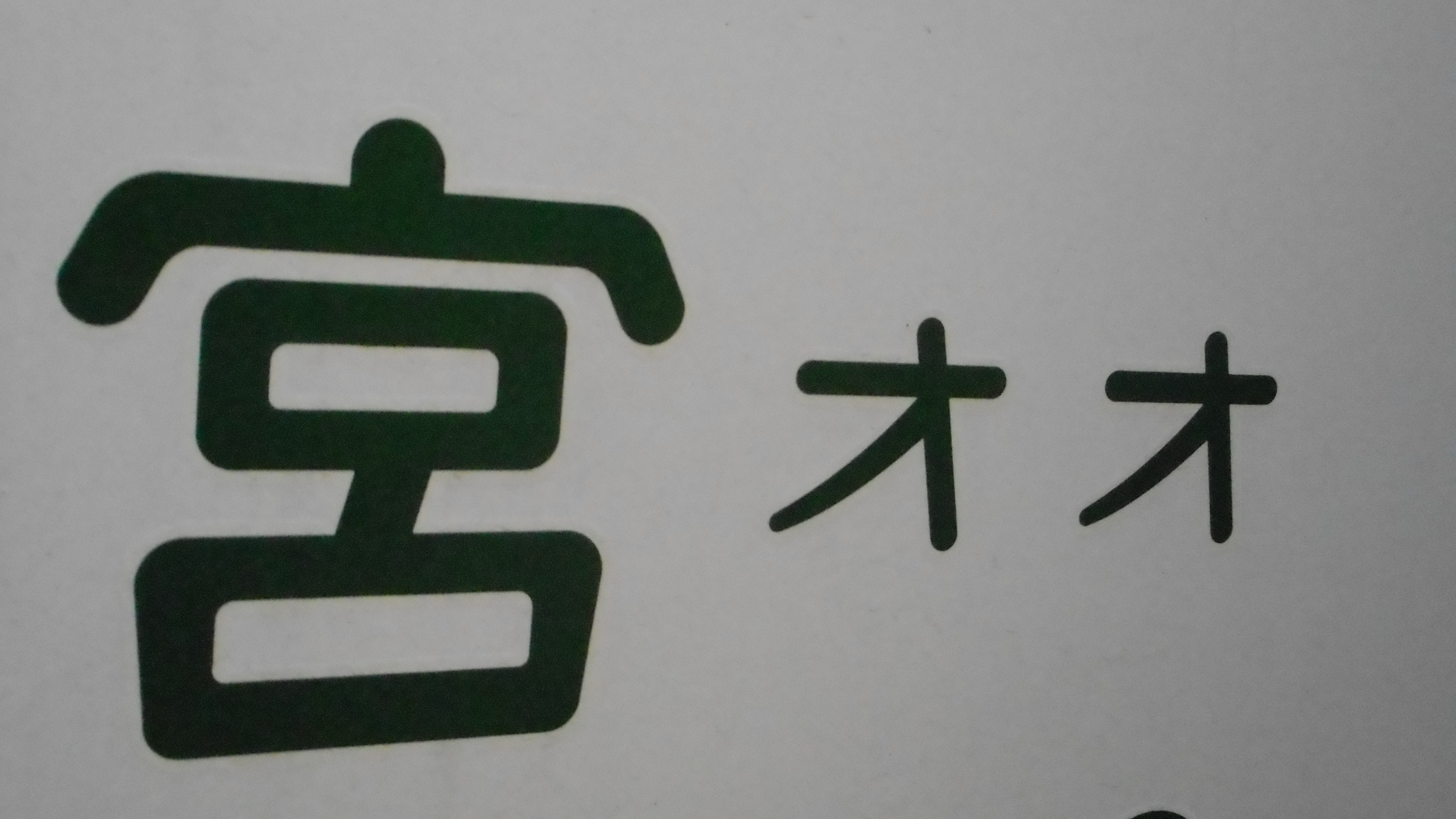
大宮総合車両センター東大宮センターの所属略号（宮オオ）

「都オオ」…首都圏本部を意味する「都」と、大宮を表す電報略号「オオ」から構成される。

## 配置車両
2023年4月1日時点での当センターにおける配置車両は以下のとおり。以下に示す車両はすべて電車で、現在の配置車両はすべて特急形車両。
| 電車  | 気動車 | 機関車 | 客車 | 貨車 | 合計  |
| ----- | ------ | ------ | ---- | ---- | ----- |
| 271両 | 0両    | 0両    | 0両  | 0両  | 271両 |

185系電車 （12両）
- 0番台6両編成1本（C1編成）、200番台6両編成1本（B6編成）が配置されている。
- 2021年3月の定期運用終了後はC1編成とB6編成が団体臨時列車を中心に運用され、C1編成はC2編成のモハユニット2両を組み込んだ6両に組成変更され塗色も新特急色に更新されている。
- 2021年4月1日時点では、0番台10両編成6本（A編成）、0番台5両編成6本（C1 - C6編成）、0番台4両編成1本（C7編成）、200番台7両編成3本（OM04・08・09編成）、200番台6両編成3本（B5・B6・OM03編成）、200番台4両編成1本（B7編成）の計137両が配置されていた[7]。
- 0番台のA・C編成は2021年ダイヤ改正まで東海道線特急「踊り子」「湘南ライナー」「おはようライナー新宿」の定期運用に充当されていた。
- 200番台のB・OM編成は、B編成が臨時運用、OM編成（OM03編成を除く）は「踊り子」「湘南ライナー」「ホームライナー小田原」の定期運用があった。なお「踊り子」ではC編成と連結した12両編成で運転する列車も存在した。
- ATCを搭載する一部編成が、臨時特急「はまかいじ」に運用された。
- 臨時快速「ムーンライトながら」では4両編成と6両編成を連結した10両編成で運用された[注 5]。
- A・B・C編成は田町電車区所属時に、OM編成は新前橋電車区所属時にそれぞれアコモ改造を受け、A・B・C編成は湘南色のプロックパターン塗装に変更、OM編成はEXPRESS色に変更されていた。
- 2006年3月18日に高崎車両センターから、185系200番台7両編成×9本の計63両が当センターへ転入、編成番号をOM01 - OM09とした。
- 2013年3月16日、A・B・C編成計164両が田町車両センターから転入したため[注 6]、OM編成はグリーン車連結位置の変更と方向転換を行った。この結果、185系は全車が当センターに集結することとなった。
- B2編成は、2013年6月5日にグリーン車抜き取りと、B7編成のモハ185・184-231の2両を2・3号車へ組込み、8両編成に組成、B7編成は同年5月15日にグリーン車抜き取りと前述により、4両編成となった。
- OM03編成は、2010年9月21日から80系電車を模した「湘南色」だったが、2013年5月7日に湘南色のプロックパターン塗装に変更、さらに、2016年11月3日にストライプ塗装に変更された。
- 同編成は、2013年5月8日にサロ185を抜き取られ6両編成になり、同年10月19日にシングルアームパンタ取付も行っている。
- OM08編成は、2012年2月29日から157系電車を模した塗装であったが、2015年3月27日にストライプ塗装に変更されている。
- 2013年から2016年までに、上記以外では、B編成からグリーン車抜き取り（B3 - B6）、A・B・OM編成の一部は編成丸ごと廃車（A2・A4、B1、OM01・02・05 - 07）、C7編成の4両化が行われた。
- 2016年3月ダイヤ改正より、高崎線特急「あかぎ・スワローあかぎ」の運用から撤退した。
- 2011年7月17日からのA8編成を皮切りに、185系0番台登場当初のストライプ塗装への変更が進み、2017年12月にEXPRESS色のOM09編成がストライプ塗装へ変更され、全編成がストライプ塗装化に統一された[W 2]。
- 2017年4月8日に、数年以内にE257系に置き換える方針であることが毎日新聞より報じられた[W 3] 。
- 2018年にB2 - B4編成が廃車された。
- 2020年11月12日には、2021年3月に引退することが発表され[8]、2021年3月12日をもって「踊り子」「湘南ライナー」での定期運用を終了した。

253系電車（12両）
- 1000番台の6両編成2本（OM-N01・OM-N02編成）12両が配置されている。
- 「成田エクスプレス」で運用されていた253系200番台に、東武鉄道への直通運転対応工事などを施工したもの。
- 小山車両センター配置の485系に代わり、2011年6月4日から「日光」「きぬがわ」として運用を開始した[注 7]。

E257系電車（189両）
- 2000番台の9両編成13本（NA01 - 13編成）117両と、2500番台の5両編成4本（NC31 - 34編成）20両、5000番台の9両編成3本（OM91 - 93編成）27両、5500番台の5両編成5本（OM51 - OM55編成）25両が配置されている。
- すべて松本車両センターの0番台（2000・5000番台）・幕張車両センターの500番台（2500・5500番台）からの改造転入車。
- NA・NC編成は、2020年3月14日のダイヤ改正から「踊り子」、2021年3月13日のダイヤ改正で「湘南」にも投入され185系および215系をすべて置き換えた。2023年の3月のダイヤ改正以降はNC編成が5500番台とともに一部の「あかぎ」「草津・四万」で使用されている。
- OM編成のうち5500番台は、2023年3月のダイヤ改正後は651系を置き換える形で「あかぎ」「草津・四万」の定期列車へ投入されており、それ以外の編成は臨時列車や団体専用列車で運用されている。

E261系電車（16両）
- 8両編成2本（RS1・RS2編成）16両が配置されている。
- 2020年3月14日から「サフィール踊り子」として運用されている。

651系電車 （1両）
- 1両（クハ651-1001）が配置されている[9]。
- 「草津」「あかぎ」からの退役時点では7両編成6本（OM201・OM203 - OM207編成）42両が配置されていた。
- 2013年度に交流機器を使用停止して1000番台となり、勝田車両センターから転入した（OM207編成は2018年度に追加で転入した）。
- 2014年3月ダイヤ改正から「スワローあかぎ」「あかぎ」「草津」で定期運用されていたが、2023年3月のダイヤ改正で引退している。
- 4両編成のOM301編成は「伊豆クレイル」用に改造されて国府津車両センターへ転出した。
- 4両編成×2本（OM302・OM303編成）は、2015年3月14日のダイヤ改正で11両編成の「あかぎ」「スワローあかぎ」の運用がなくなったため、OM302編成は2017年9月21日に、OM303編成は同年7月21日にそれぞれ廃車された[10]。
- OM202編成は定期運用離脱に先立って2022年4月16日付で廃車されたほか[11]、運用離脱後はOM203編成が2023年3月23日に[W 4]、OM204編成が同年4月26日に[W 5]、OM205編成が同年6月16日に[W 6]、OM206編成が同年7月26日に[W 7]、OM207編成が同年9月27日に[W 8]、OM201編成が同年10月25日に、それぞれ郡山総合車両センターへ配給輸送された[W 9]。

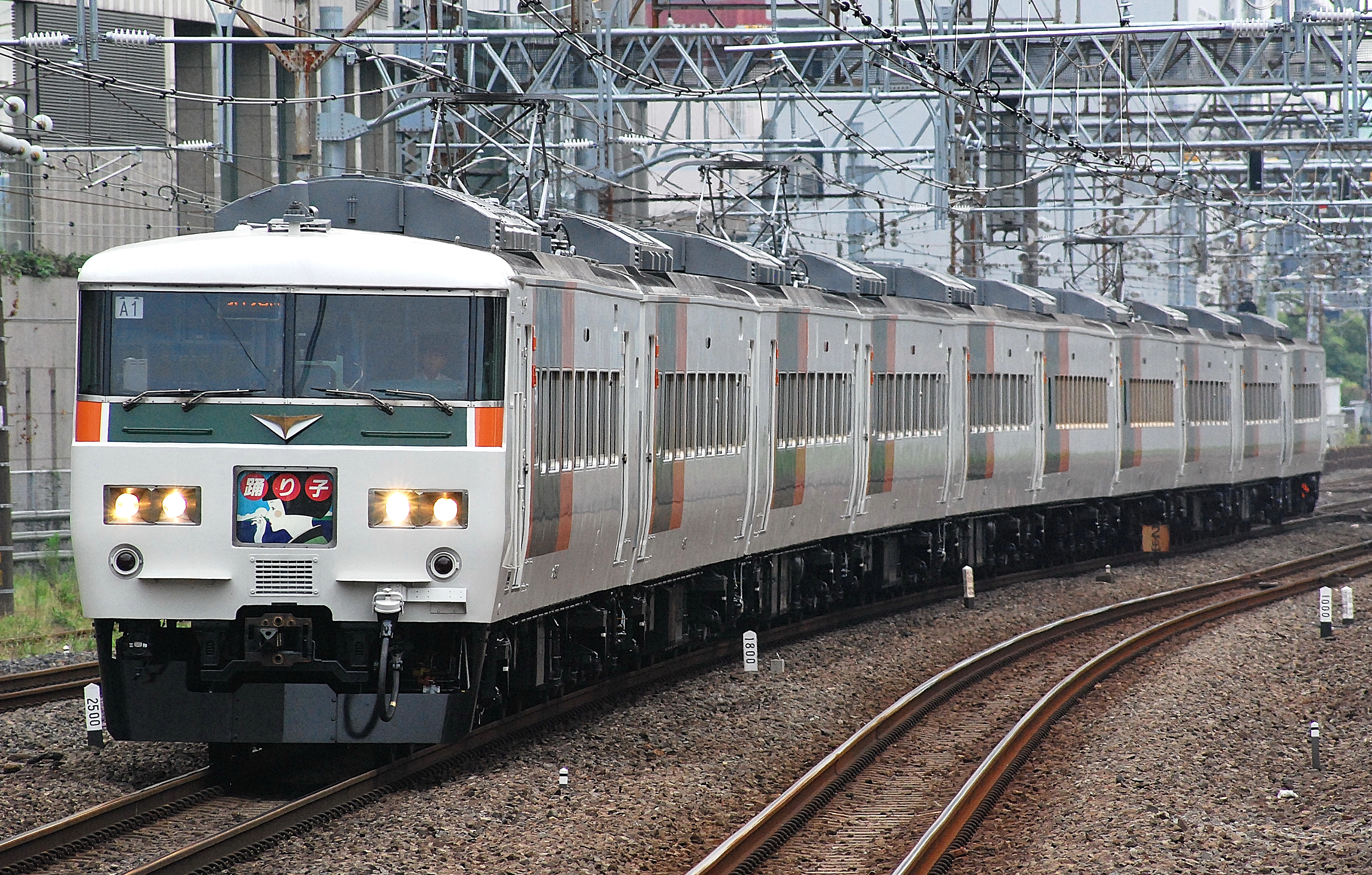
185系0番台A編成
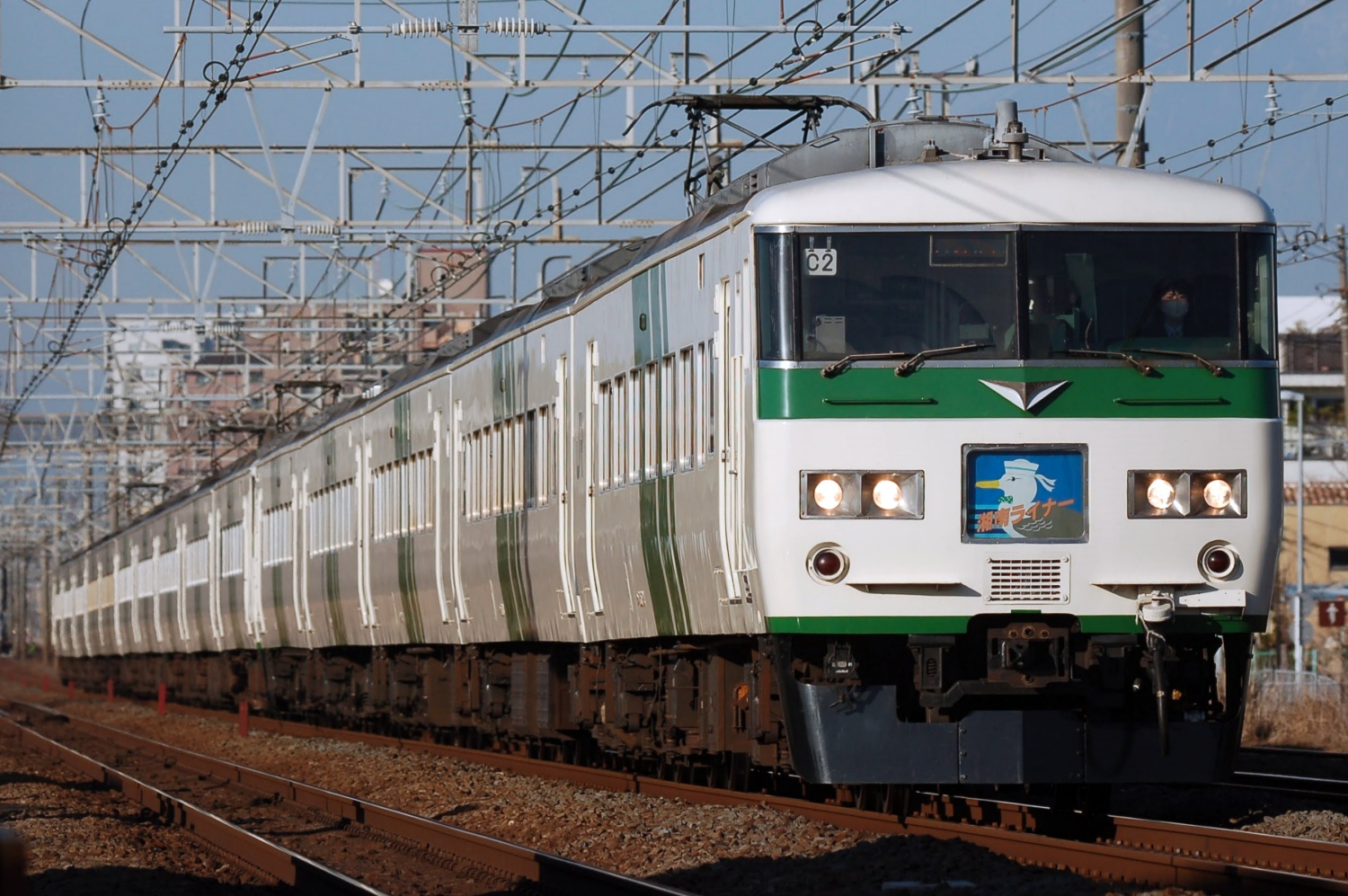
185系0番台C編成
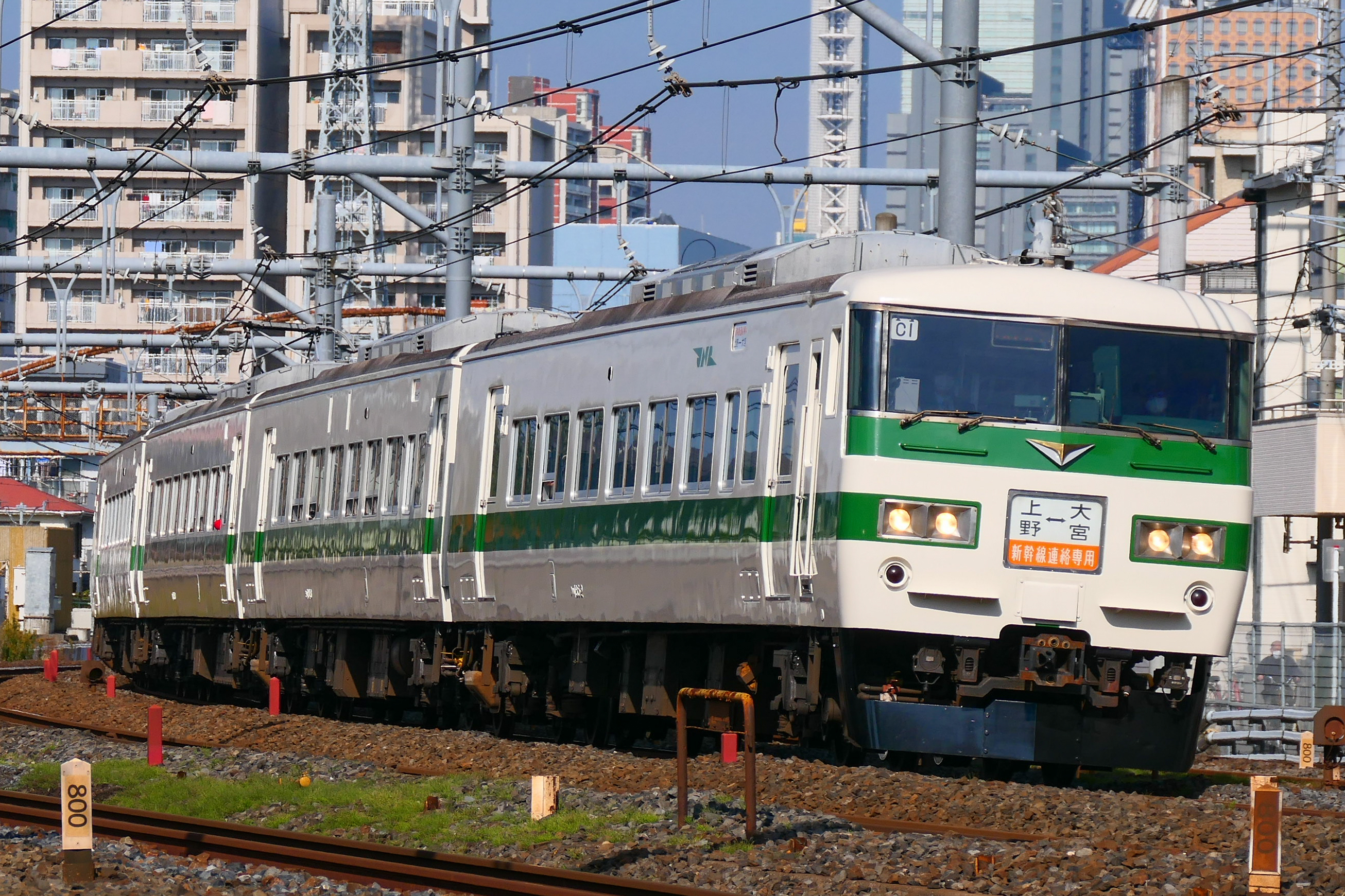
185系0番台C1編成
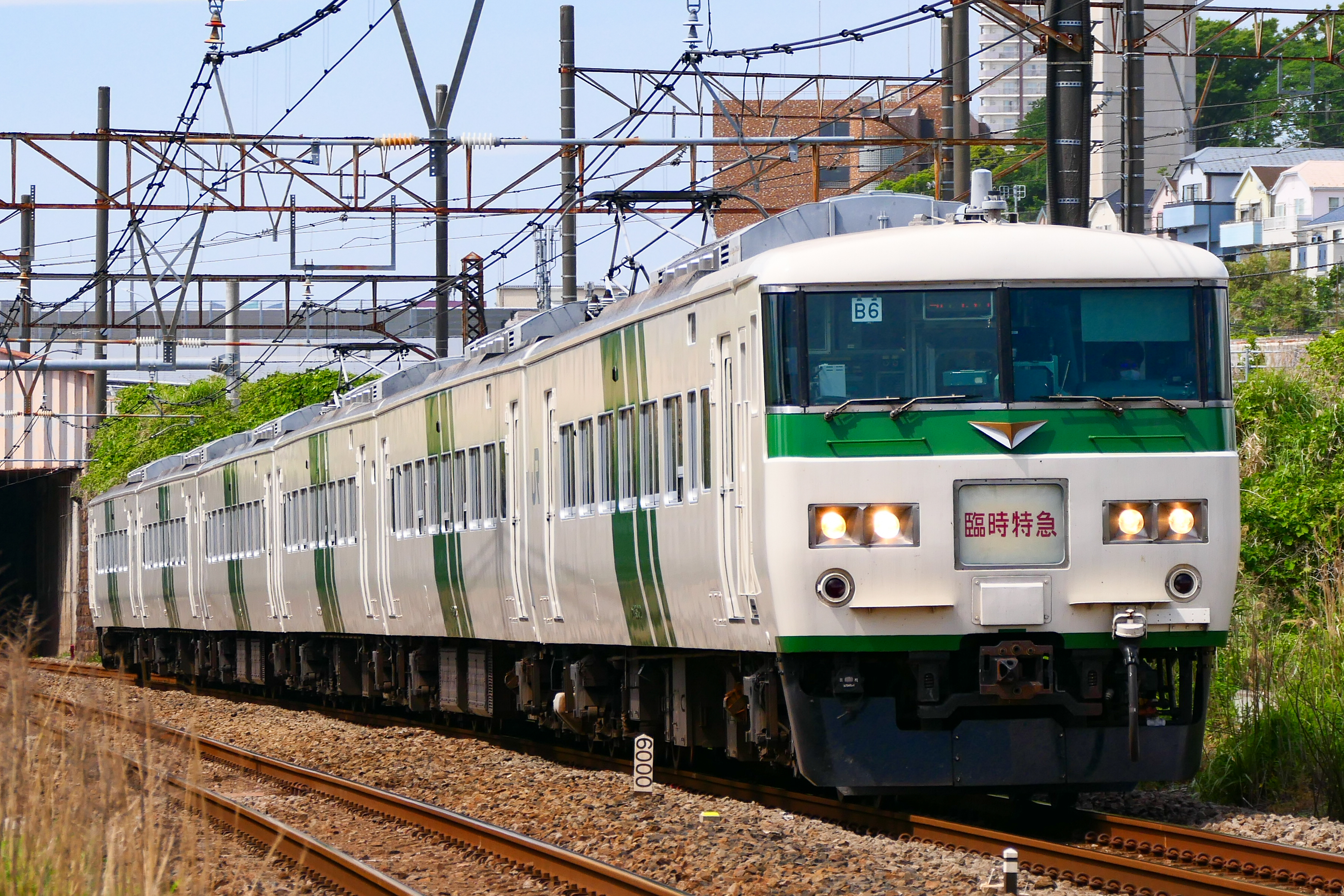
185系200番台B編成
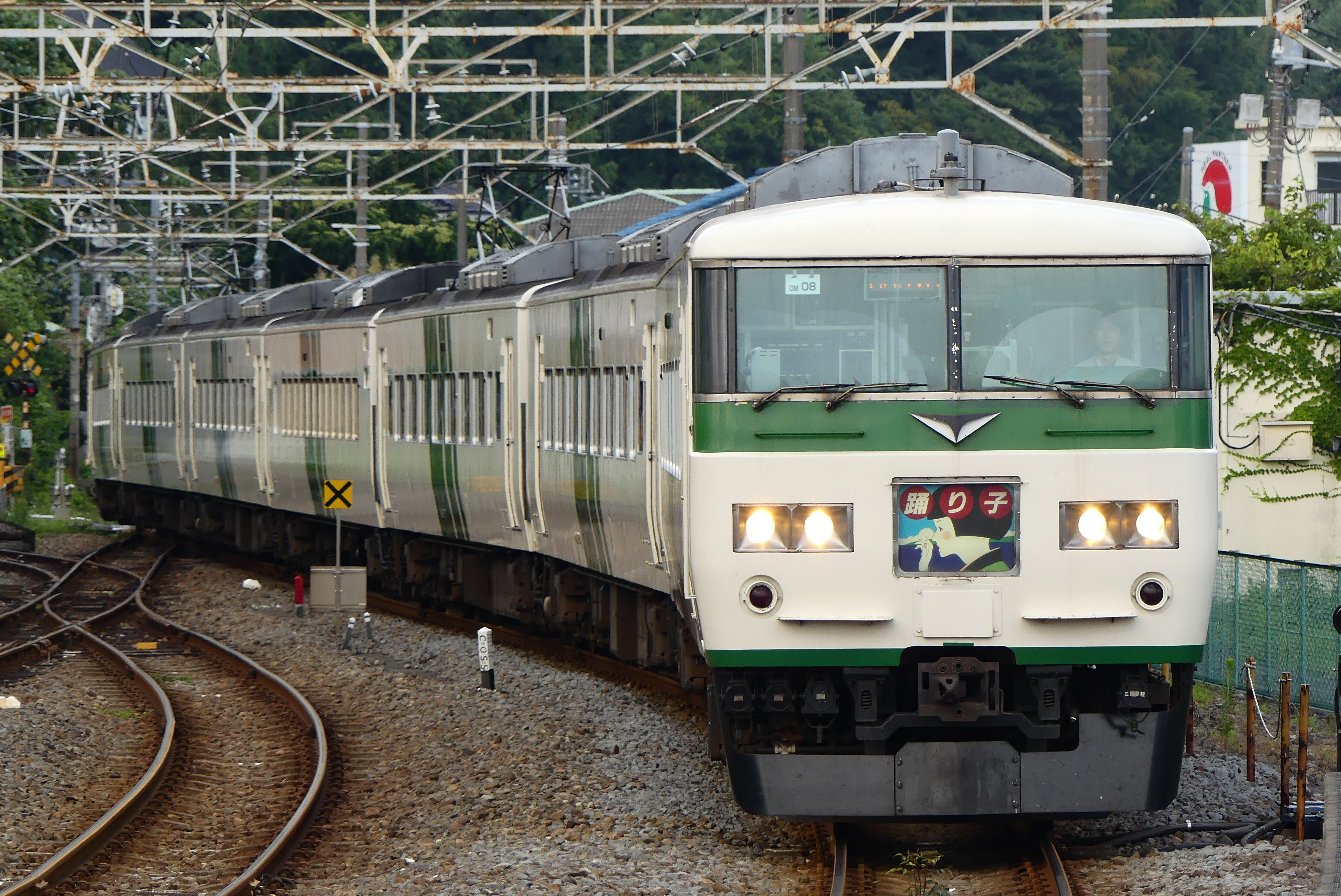
185系200番台OM編成
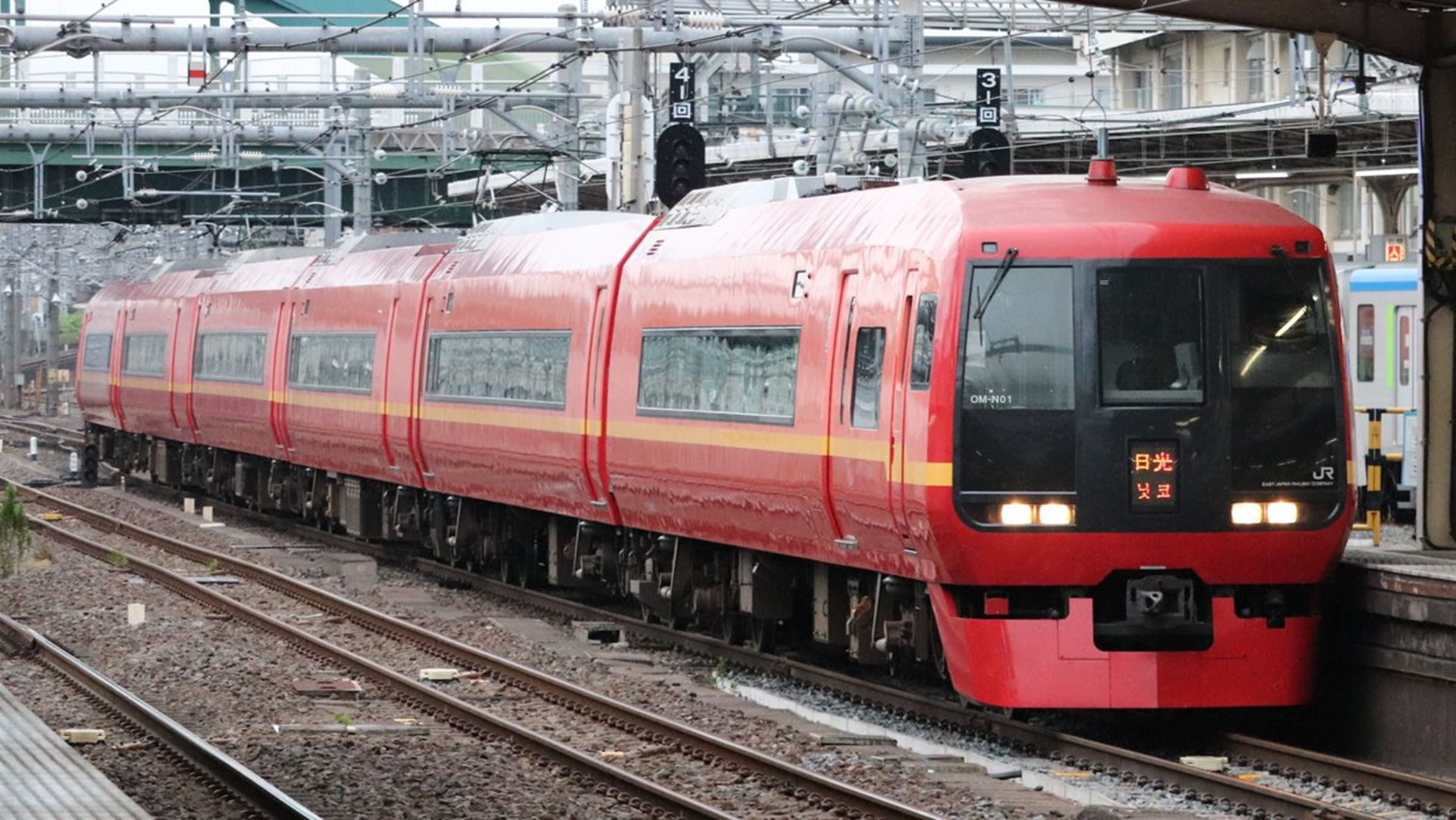
253系1000番台
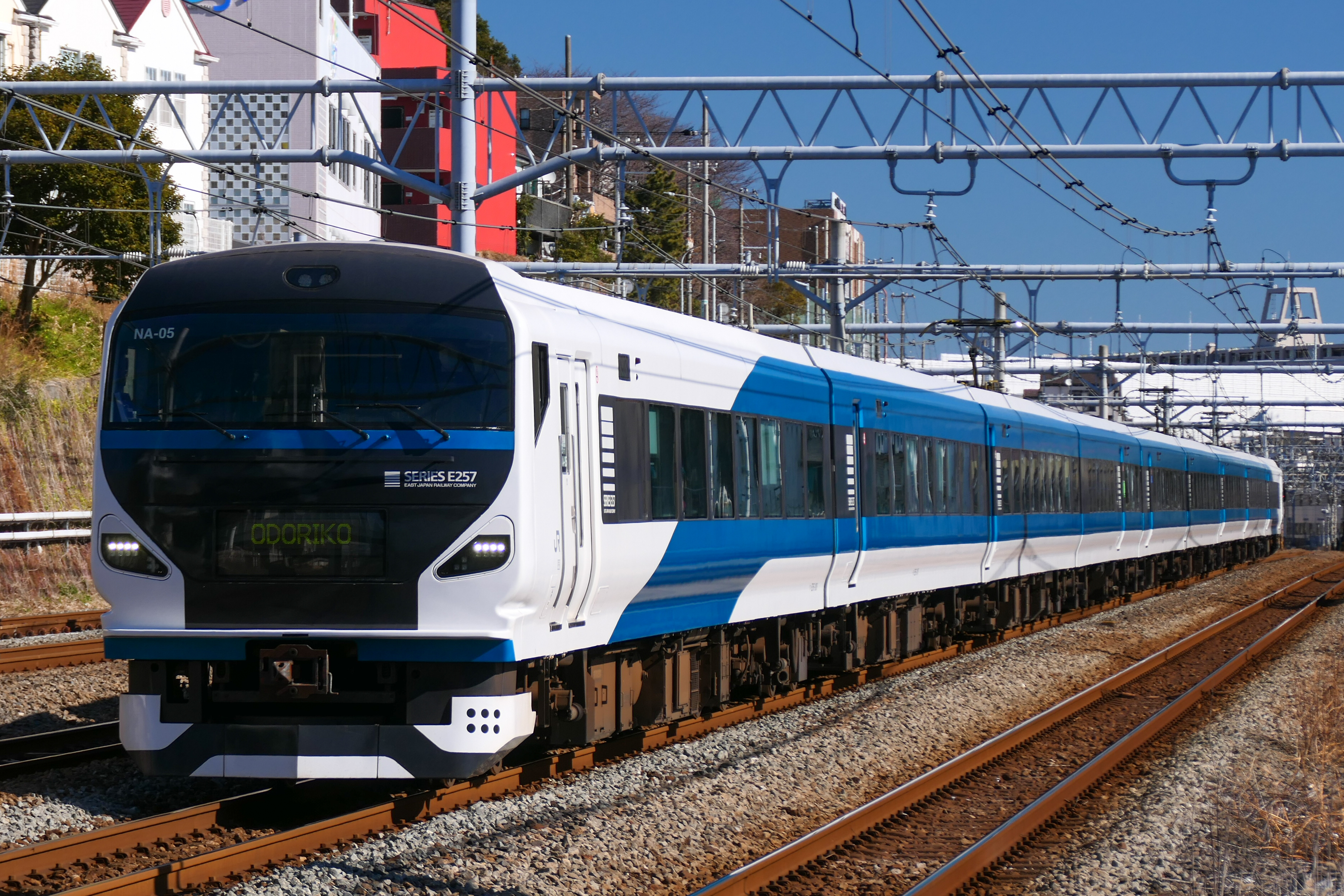
E257系2000番台
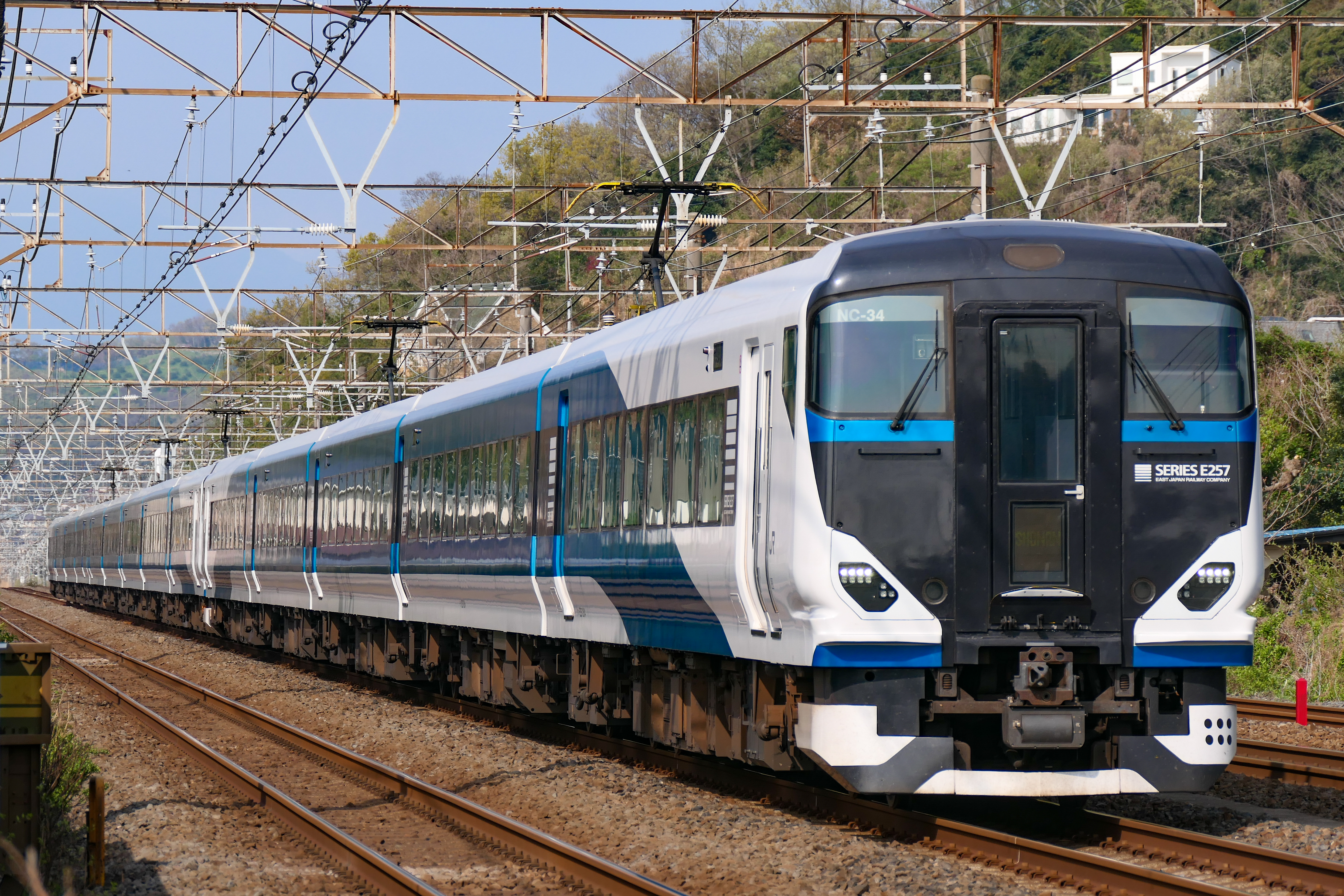
E257系2500番台
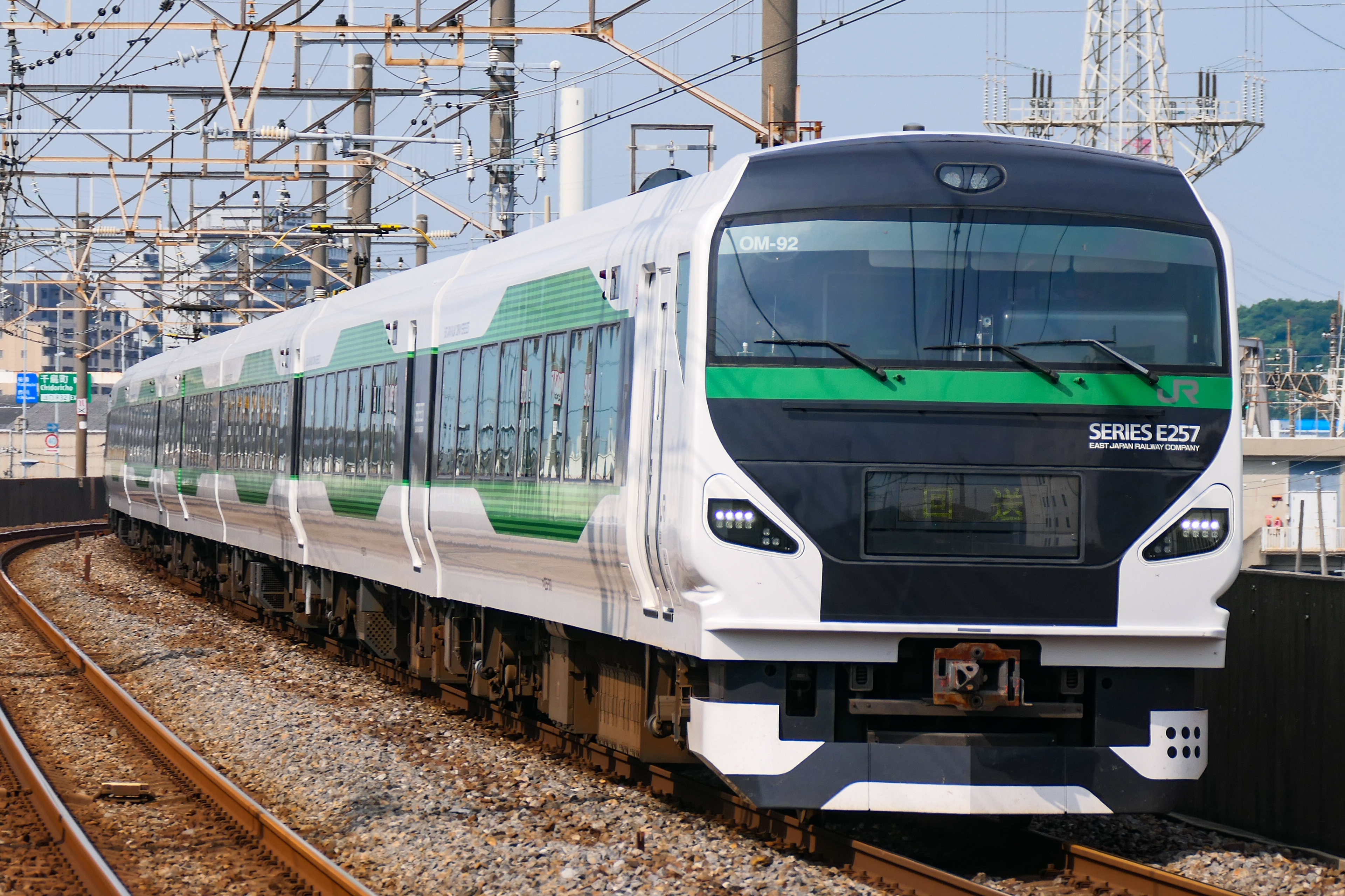
E257系5000番台
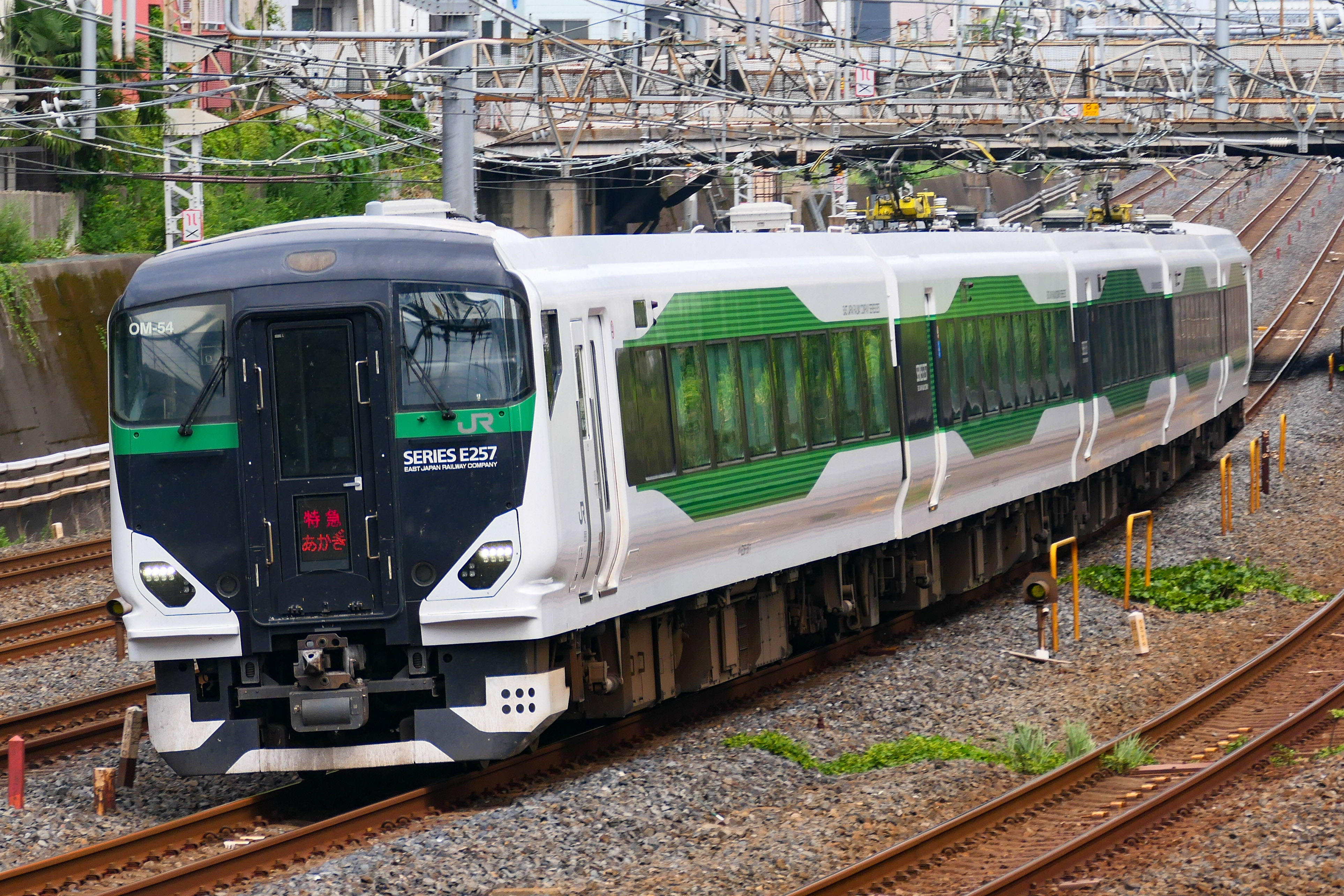
E257系5500番台
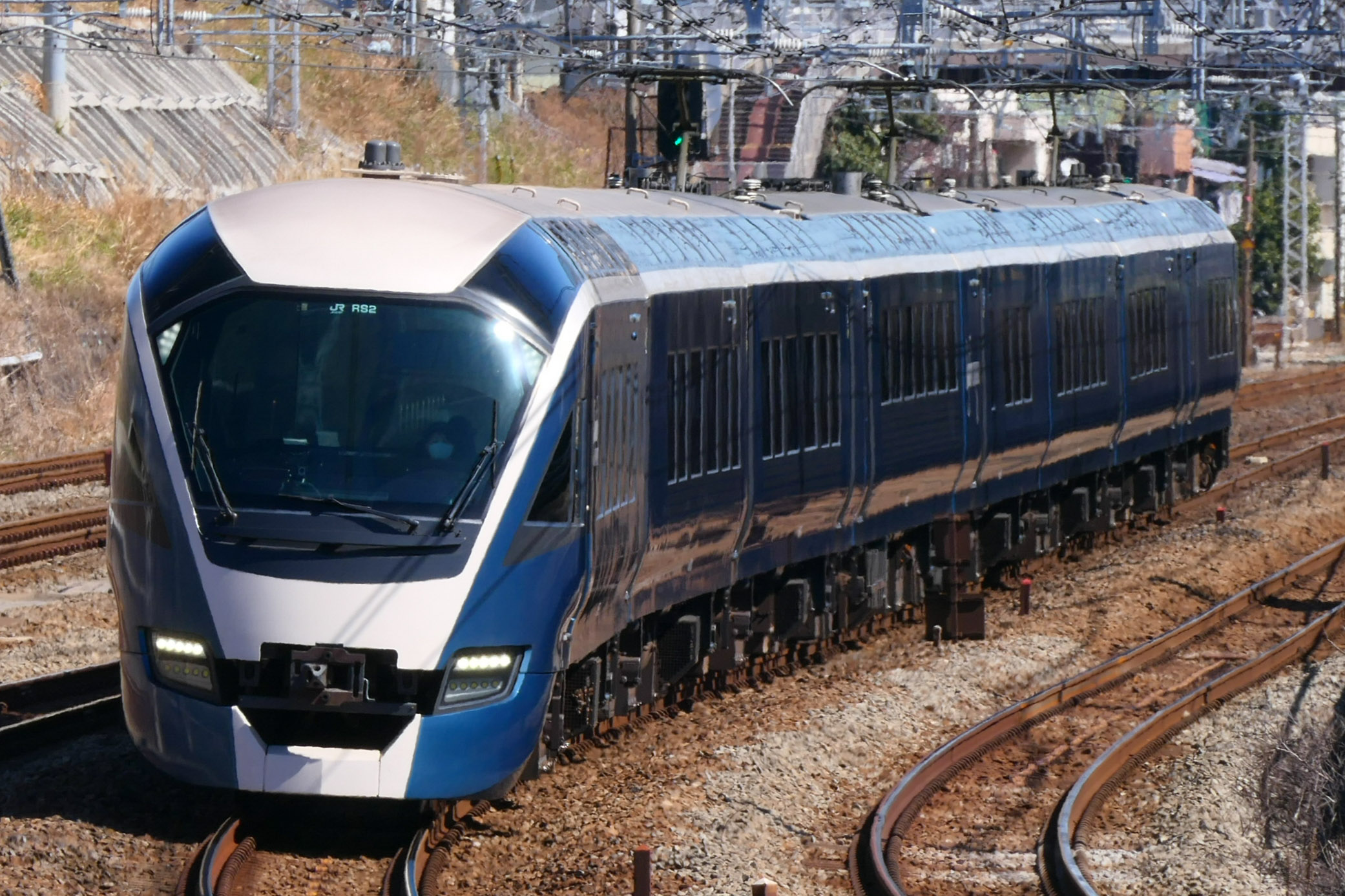
E261系
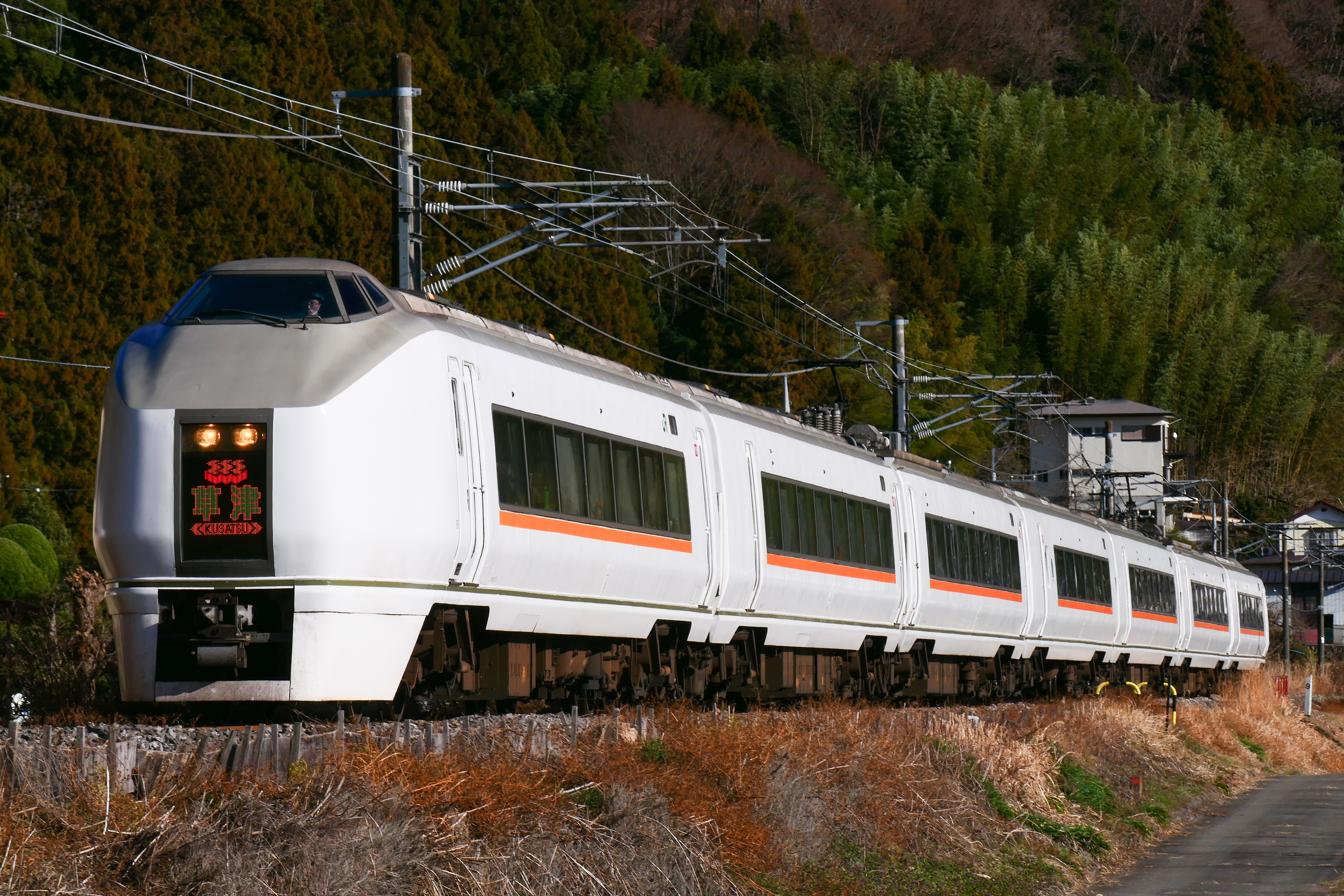
651系1000番台

### 過去の配置車両
183系・189系
- 2006年3月18日に、6両編成×4本の計24両小山車両センター・高崎車両センターから転入し配属された（編成番号OM101 - OM103、OM201）。ただし、OM201編成は2011年8月31日に廃車となった。
- 2013年3月16日に10両編成×2本、8両編成×1本、6両編成×1本の計34両が田町車両センターから転入した（編成番号H101・102、H81、H61）。
- 一部車両が豊田車両センターと長野総合車両センターに転出した以外は廃車となり183系の配置がなくなった。
- 年始の初詣輸送や「マリンブルーくじらなみ号」「ホリデー快速富士山」「ムーンライトながら」（H101・102編成のみ）など臨時列車や波動輸送で運用され、定期運用は持たなかった。
- OM103編成を除き、宇都宮寄り先頭車は前面上部の特急シンボルマークが撤去されていた。
- 配置車ではないが、元幕張車両センター配置の旧「あずさ」色6両編成2本（マリ31・32編成）が当センターに常駐していた。

251系
- 編成番号RE1 - RE4の10両編成×4本が配置されていた。
- 2013年3月16日に田町車両センターから転入し「スーパービュー踊り子」を中心に運用されていた。
- 2020年3月ダイヤ改正における「スーパービュー踊り子」の廃止、並びにE261系「サフィール踊り子」の運行開始およびE257系の「踊り子」への投入によって運用から離脱した。全編成が廃車され現存しない。

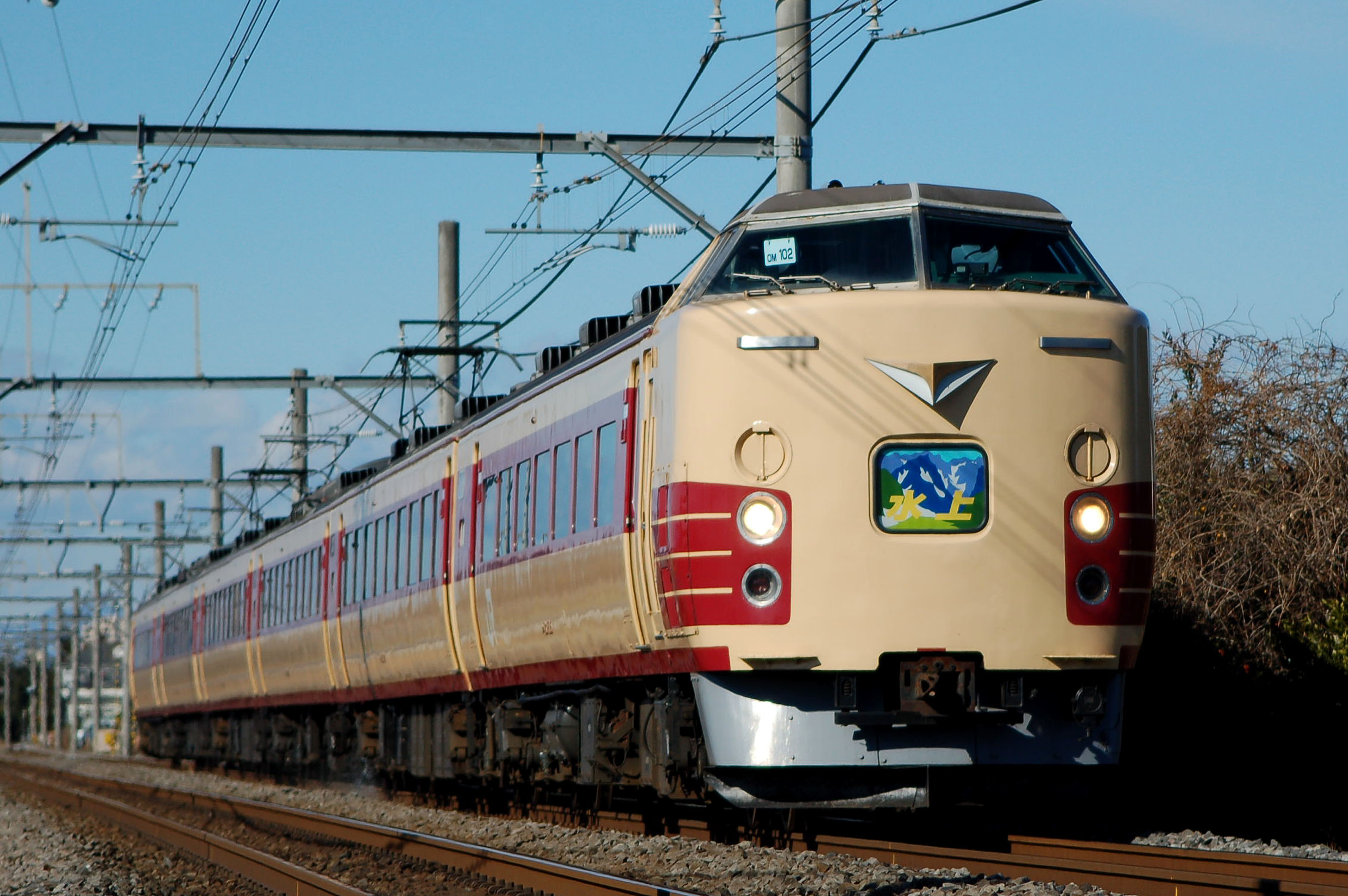
183系1000番台
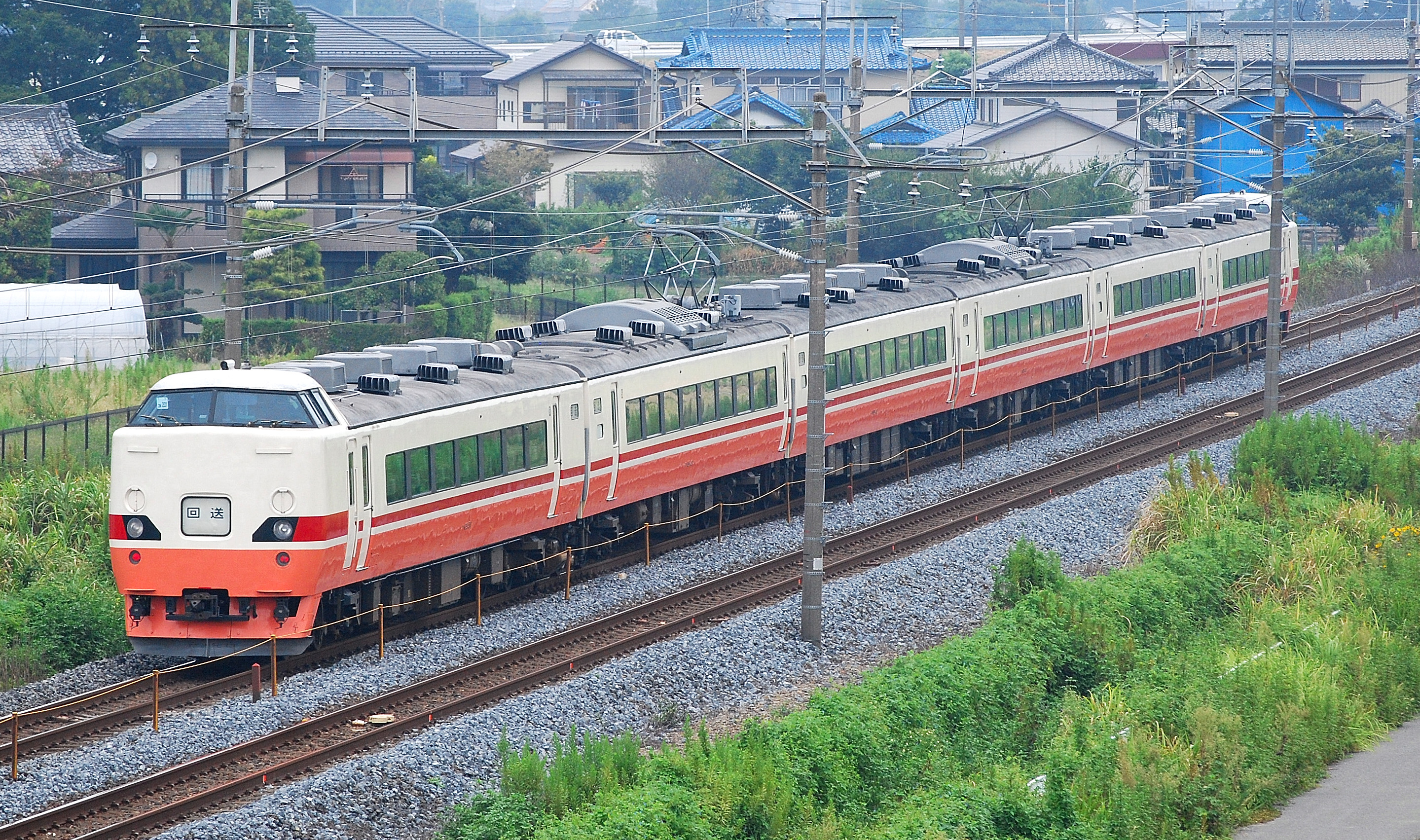
189系 彩野
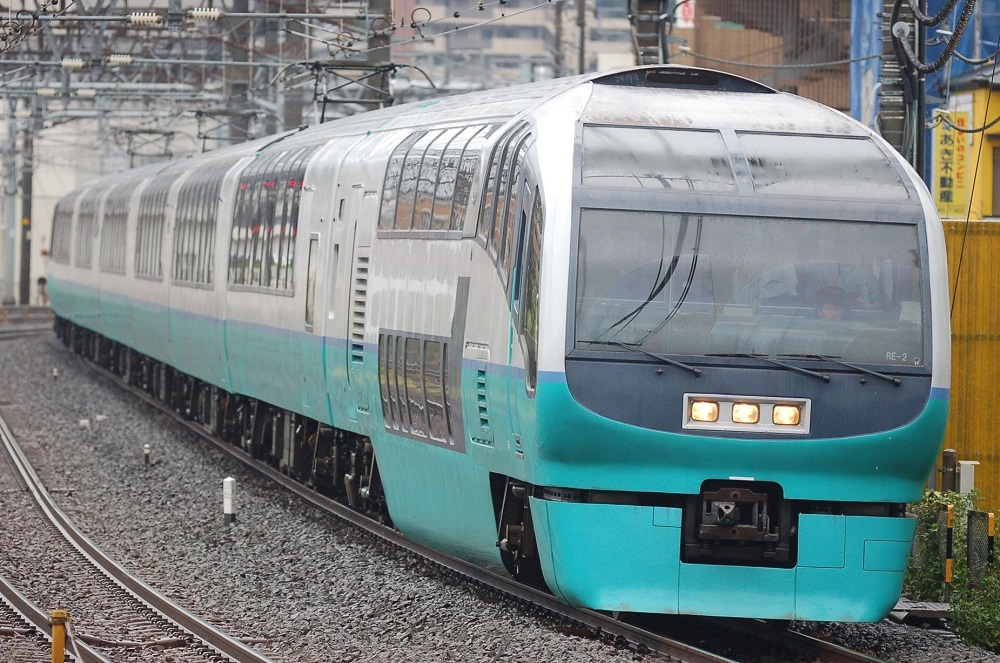
251系

## 東京・大宮総合訓練センター
東大宮操車場構内南東側に設置されている、JR東日本の首都圏本部・大宮支社の駅・運転・保安系統に従事している社員を対象とした総合訓練施設である。
構内にある総延長660mの訓練線には、複線線路と単線線路、分岐器、駅設備（青葉駅・山彦駅・朝日駅、駅名は東北・上越新幹線の歴代の列車名にちなむ）、信号設備があり、センター内の建屋には運転操縦設備（運転シミュレーター）が設置されている。
使用車両は、初代が101系電車の改造車、2代目が103系電車の改造車で、2008年から2018年までは、新系列車両投入と新たな保安装置が導入された現状にマッチした209系電車改造の訓練車2両編成を3代目として導入した。3代目の種車は元ウラ37編成のモハ209・208-76で、湘南電車カラーを身にまとう。2008年3月27日に長野総合車両センターから甲種輸送された。2018年以降は元八高・川越線209系3000番台ハエ62編成の電動車ユニット（旧モハ209・モハ208-3002 208-3002）が4代目として運用され、3代目は八王子支社訓練センター（新秋津駅構内）に転属した。また、センター南端にはクモヤ143-21、クモユニ143-3、ホキ2両も見ることができる。
駅一覧
- 線路 … ∥：複線、∨：ここから下は単線、｜：単線

| 駅名   | 線路 | 備考                                                         |
| ------ | ---- | ------------------------------------------------------------ |
| 青葉駅 | ∥    | 行き止まり式の終端駅。島式1面2線。センター事務所建屋に隣接。 |
| 山彦駅 | ∨    | 島式1面2線                                                   |
| 朝日駅 | ｜   | 単式ホーム1面1線                                             |

東京・大宮総合訓練センターの車両
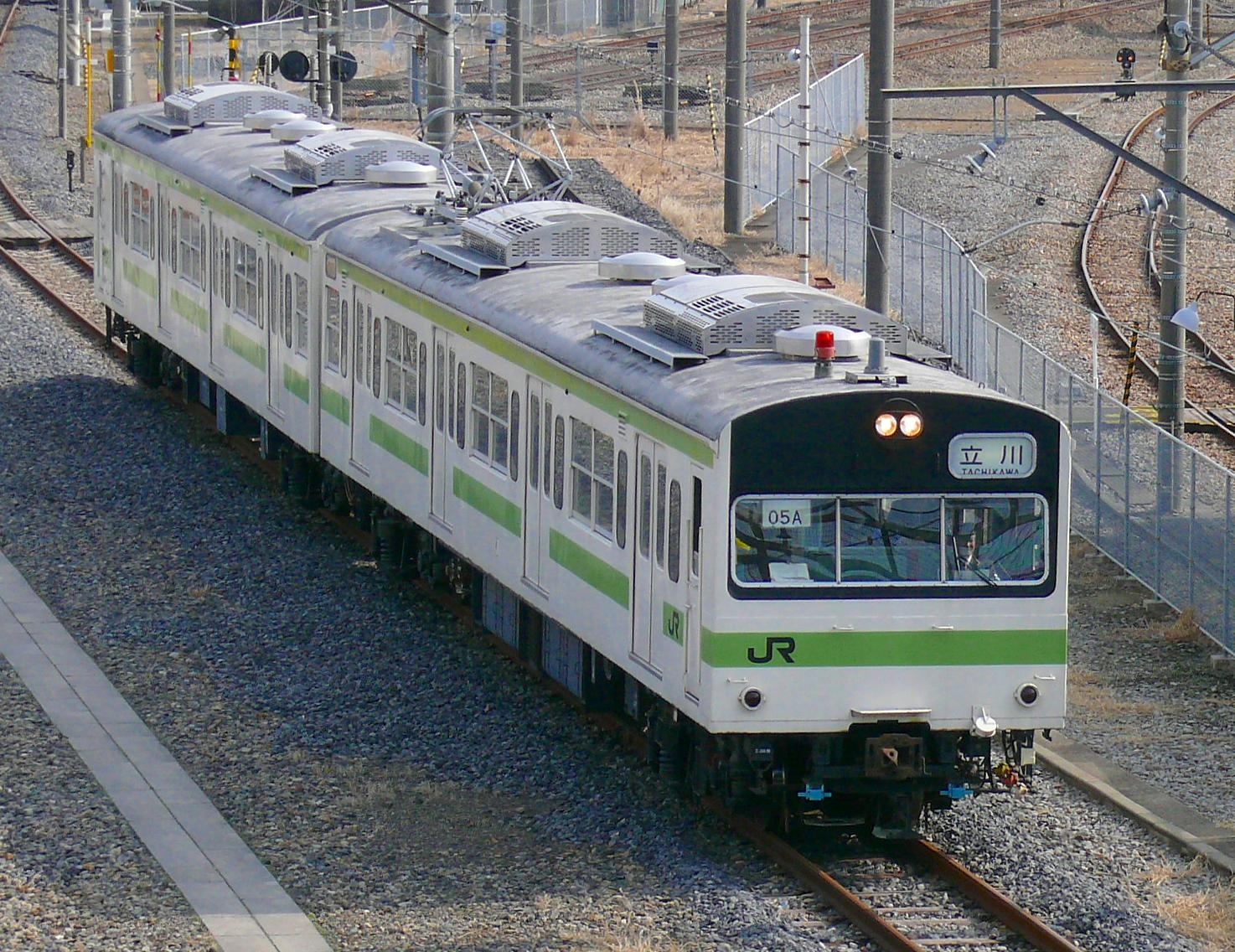
2代目103系改造訓練車
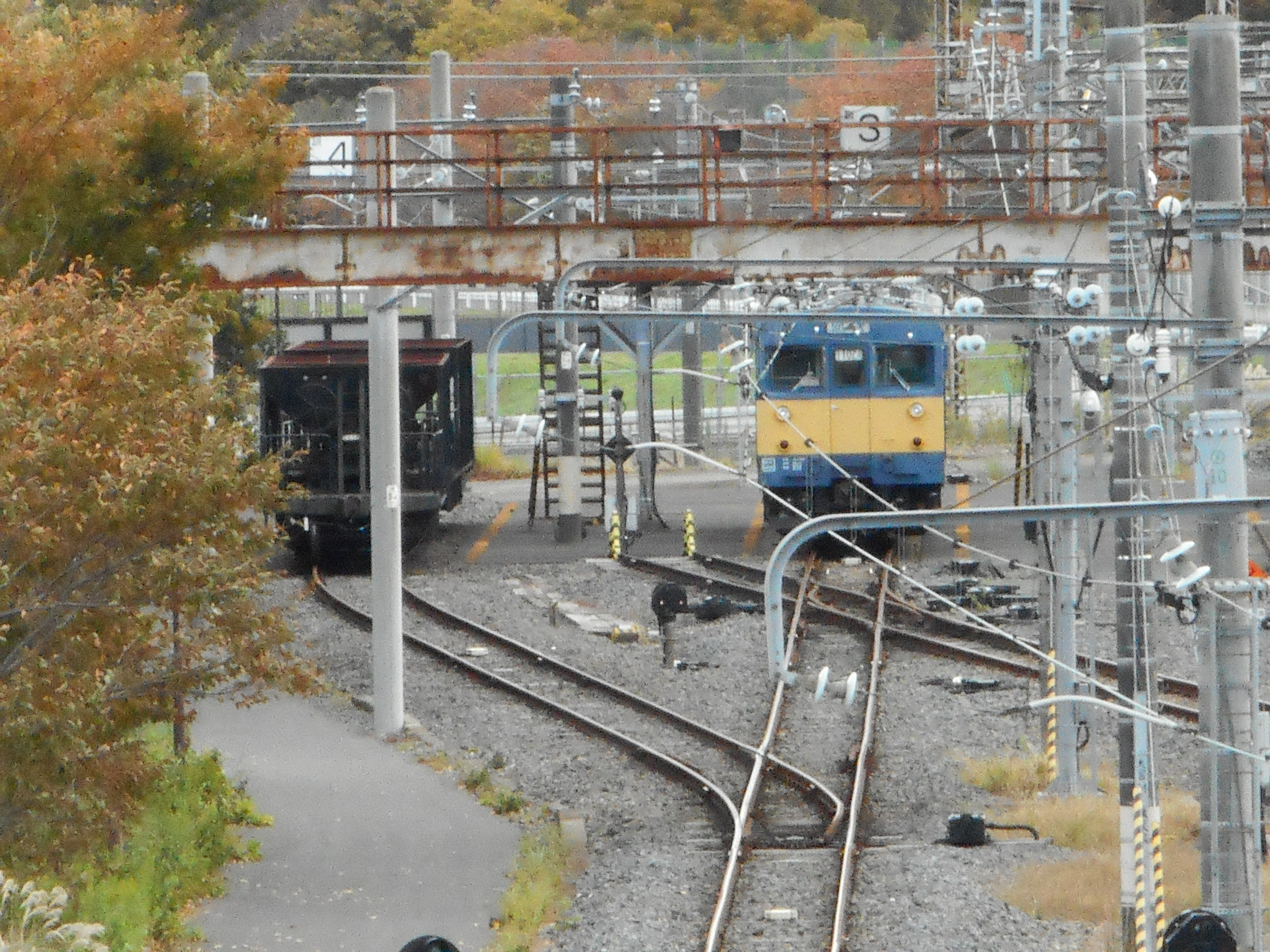
クモヤ143-21とホキ2両
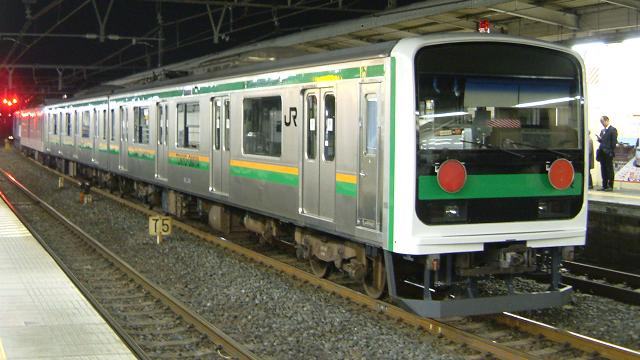
3代目209系改造訓練車

東京・大宮総合訓練センターの施設
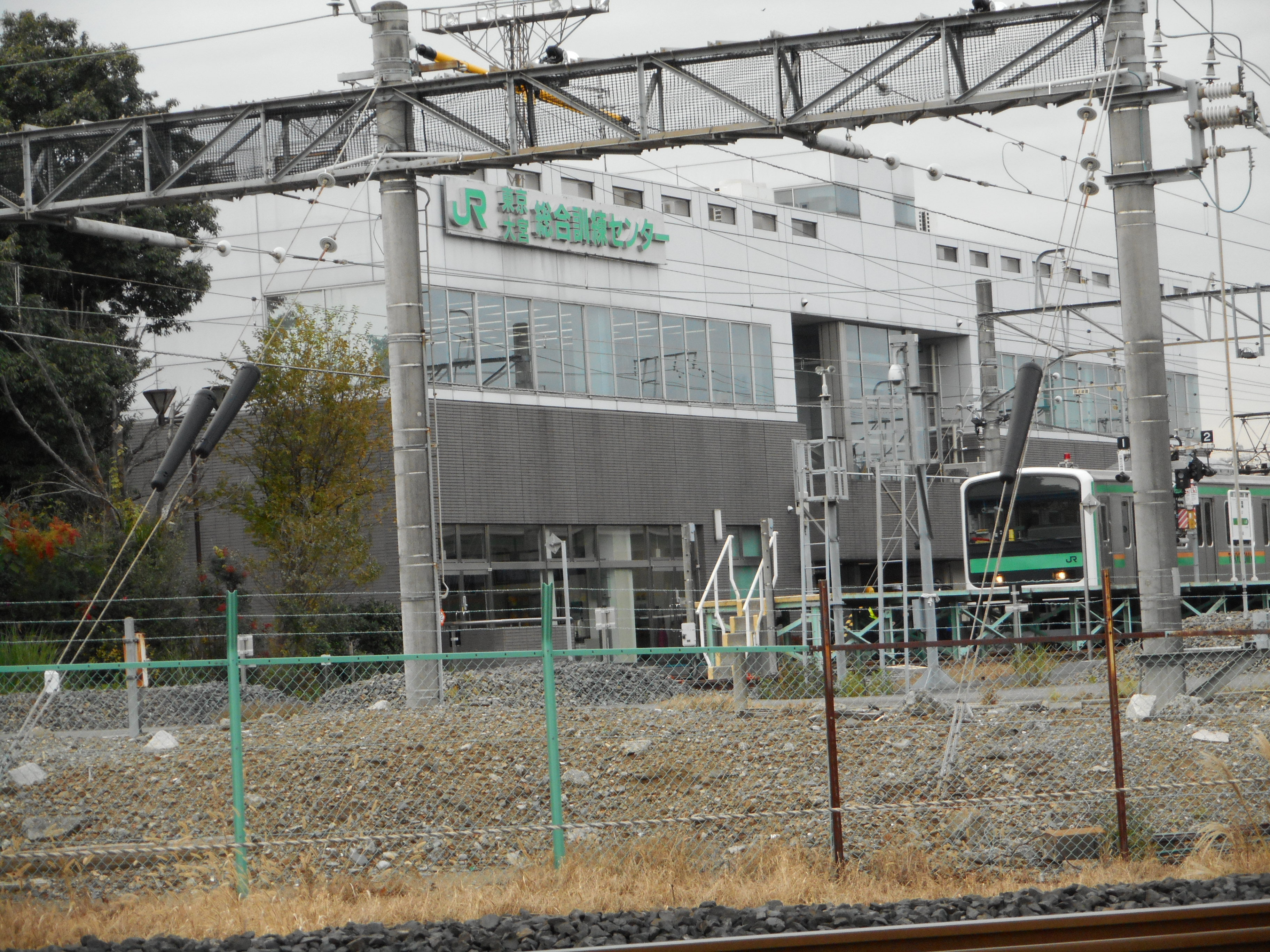
センター事務所建屋
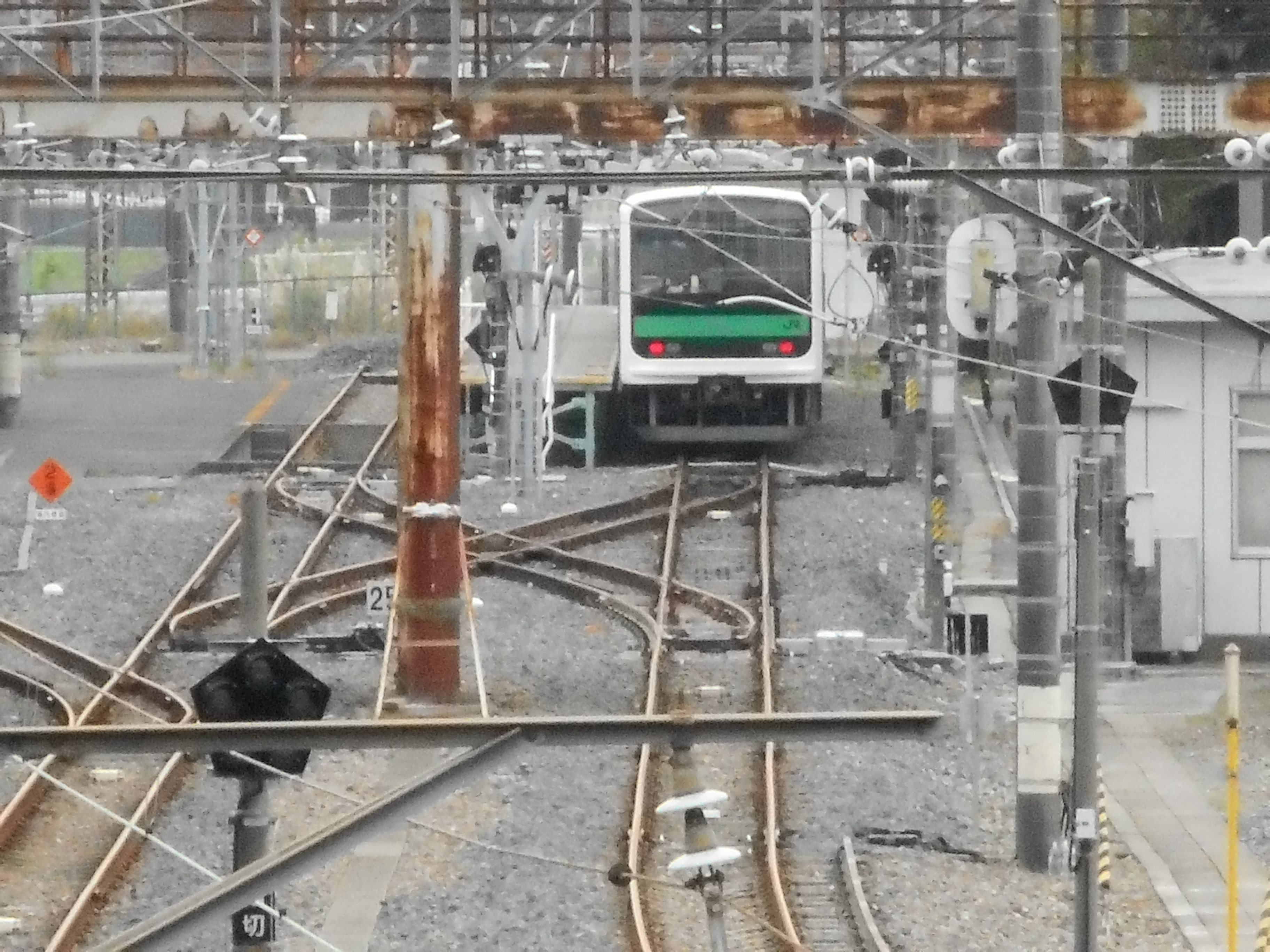
南端：青葉駅
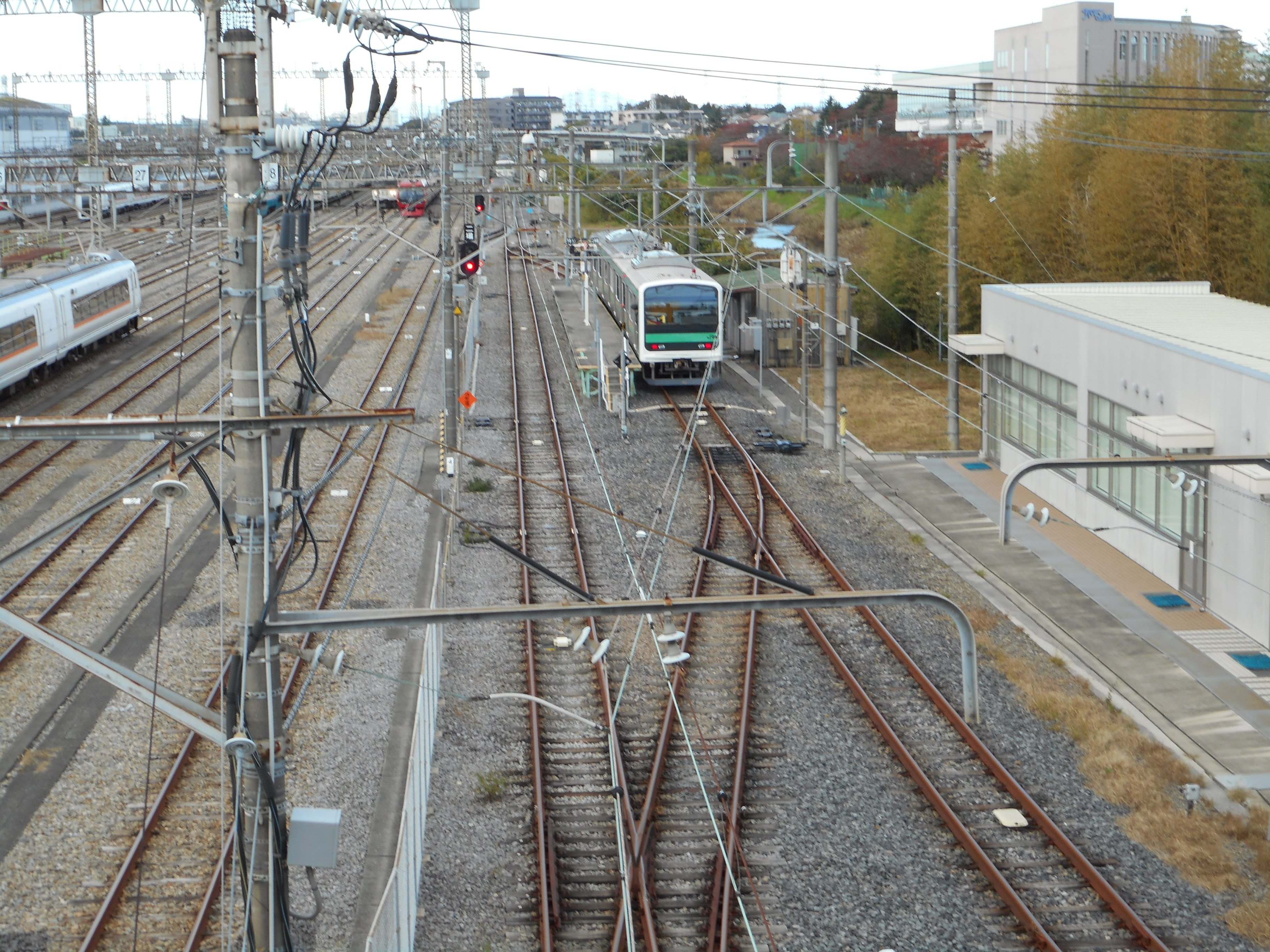
中央：山彦駅
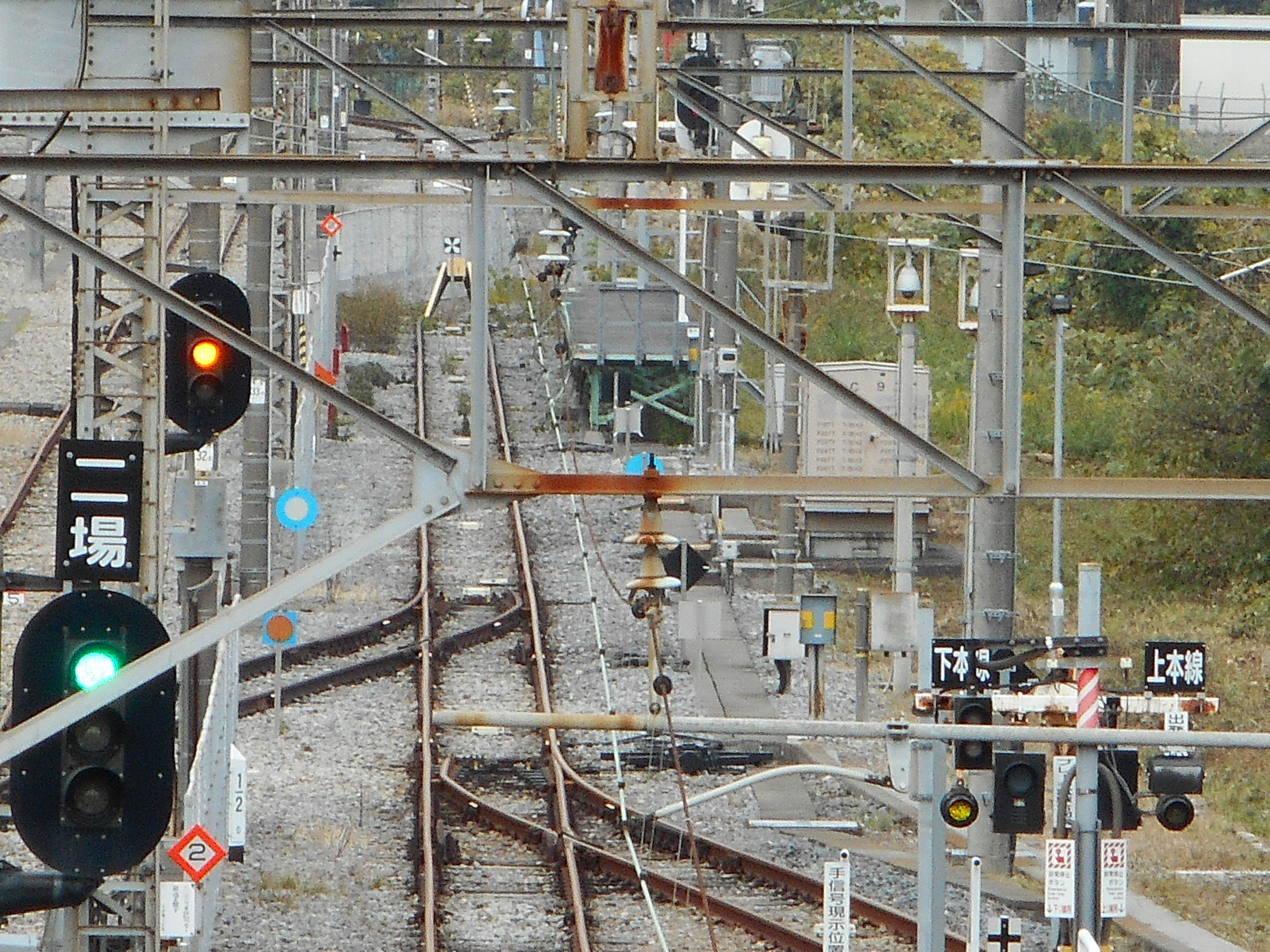
北端：朝日駅